# Kwalificatiefase voor het hoofdtoernooi van de UEFA Europa League 2025/26
De kwalificatiefase voor het hoofdtoernooi van de UEFA Europa League 2025/26 begon op 10 juli en eindigt op 28 augustus 2025. Aan de kwalificatiefase nemen 53 teams deel, waarvan er 12 zich plaatsen voor het hoofdtoernooi.

## Opzet
In de kwalificatiefase worden er in vier ronden telkens knock-outwedstrijden gespeeld tussen twee clubs over twee wedstrijden, waarbij elke club één thuiswedstrijd en één uitwedstrijd speelt. De winnende clubs kwalificeren zich voor de volgende ronde, en uiteindelijk voor het hoofdtoernooi. Bij een gelijke stand over twee wedstrijden wordt er een verlenging en eventueel een strafschoppenserie gespeeld.
Voorafgaand aan iedere ronde wordt er een loting gehouden, waarbij clubs op basis van UEFA-coëfficiënten worden verdeeld tussen geplaatste en niet-geplaatste potten: geplaatste clubs worden gekoppeld aan niet-geplaatste clubs. Bij de loting wordt ook de volgorde van de wedstrijden bepaald. De loting wordt uitgevoerd door willekeurig en handmatig balletjes met clubnamen uit een pot te halen en dat vervolgens te doen bij een andere pot om twee clubs aan elkaar te koppelen. Als een deelnemende club nog niet bekend is doordat er nog een wedstrijd van een vorige ronde gespeeld moet worden, wordt het hoogste coëfficiënt van de twee betrokken clubs gebruikt als het om een vorige ronde in de UEFA Europa League gaat en wordt het laagste coëfficiënt gebruikt als het om een vorige ronde in de UEFA Champions League gaat. Voorafgaand aan de lotingen kan de UEFA de clubs via een voorloting opdelen in groepen om de loting gemakkelijker te laten verlopen. Clubs uit Kosovo konden geen clubs loten uit Bosnië en Herzegovina of Servië, terwijl clubs uit Oekraïne geen clubs kunnen loten uit Rusland en Wit-Rusland. Ook kunnen clubs uit Armenië en Azerbeidzjan niet aan elkaar gekoppeld worden en worden clubs uit Gibraltar en Spanje uit elkaar gehouden. De UEFA kan de data of tijdstippen van wedstrijden na de loting aanpassen als dat nodig is.

## Data
Wedstrijden in de UEFA Europa League worden in het algemeen op donderdagen gespeeld. De lotingen vonden plaats in het UEFA-hoofdkwartier in Nyon.
| Fase             | Ronde                    | Loting          | Wedstrijden      | Wedstrijden      |
| Fase             | Ronde                    | Loting          | Heenwedstrijden  | Terugwedstrijden |
| ---------------- | ------------------------ | --------------- | ---------------- | ---------------- |
| Kwalificatiefase | Eerste kwalificatieronde | 17 juni 2025    | 10 juli 2025     | 17 juli 2025     |
| Kwalificatiefase | Tweede kwalificatieronde | 18 juni 2025    | 24 juli 2025     | 31 juli 2025     |
| Kwalificatiefase | Derde kwalificatieronde  | 21 juli 2025    | 7 augustus 2025  | 14 augustus 2025 |
| Kwalificatiefase | Play-offronde            | 4 augustus 2025 | 21 augustus 2025 | 28 augustus 2025 |

## Deelnemende clubs
In totaal nemen 53 clubs deel aan de kwalificatiefase:
- 25 bekerwinnaars van voetbalbonden 8–34, exclusief Rusland[noot 1] en Kroatië[noot 2]
- 6 nummers 3 van voetbalbonden 7–12
- 1 nummer 4 van voetbalbond 6
- 21 verliezende teams in de kwalificatiefase van de UEFA Champions League

Onderstaand tabel weergeeft alle deelnemende clubs en de ronde waarin zij instromen.
| Eerste kwalificatieronde    | Tweede kwalificatieronde      | Derde kwalificatieronde     | Play-offronde           |
| --------------------------- | ----------------------------- | --------------------------- | ----------------------- |
| Hapoel Beër Sjeva1          | FC Utrecht                    | Wolfsberger AC3             | KRC Genk                |
| FK Sjachtar Donetsk3        | SC Braga                      | Fredrikstad FK3             | Samsunspor              |
| FK Partizan1                | RSC Anderlecht2               | PAOK Saloniki               | SK Sigma Olomouc        |
| Legia Warschau3             | Beşiktaş JK2                  | HNK Rijeka                  | Aberdeen FC             |
| AEK Larnaca                 | FC Baník Ostrava2             | Servette FC Genève3 (CL Q2) | BSC Young Boys          |
| Paksi SE1                   | Hibernian FC2                 | SK Brann (CL Q2)            | FC Dynamo Kiev (CL Q3)  |
| BK Häcken3                  | FC Lugano2                    | Panathinaikos FC (CL Q2)    | Lech Poznań (CL Q3)     |
| CFR Cluj3                   | FC Midtjylland                | Maccabi Tel Aviv FC (CL Q2) | Malmö FF (CL Q3)        |
| Levski Sofia2               |                               | FCSB (CL Q2)                | Ferencvárosi TC (CL Q3) |
| Sabah FC1                   | KF Drita3 (CL Q2)             | Slovan Bratislava (CL Q3)   |                         |
| FC Spartak Trnava1          | Kuopion Palloseura (CL Q2)    | KF Shkëndija (CL Q3)        |                         |
| NK Celje2                   | Shelbourne FC3 (CL Q2)        |                             |                         |
| FC Sheriff Tiraspol2        | FC Noah3 (CL Q2)              |                             |                         |
| FC Prishtina1               | FK RFS3 (CL Q2)               |                             |                         |
| Aqtöbe FK1                  | HŠK Zrinjski Mostar (CL Q2)   |                             |                         |
| FC Ilves1                   | Breiðablik Kópavogur3 (CL Q2) |                             |                         |
|                             | Ħamrun Spartans3 (CL Q2)      |                             |                         |
| Lincoln Red Imps FC (CL Q2) |                               |                             |                         |

| Legenda | |
| (CL Q2) | Ingestroomd als verliezer in de tweede kwalificatieronde van de UEFA Champions League                                     |
| (CL Q3) | Ingestroomd als verliezer in de derde kwalificatieronde van de UEFA Champions League                                      |
| 1       | Uitgeschakeld in de eerste kwalificatieronde, stroomt door naar de tweede kwalificatieronde van de UEFA Conference League |
| 2       | Uitgeschakeld in de tweede kwalificatieronde, stroomt door naar de derde kwalificatieronde van de UEFA Conference League  |
| 3       | Uitgeschakeld in de derde kwalificatieronde, stroomt door naar de play-offronde van de UEFA Conference League             |

## Eerste kwalificatieronde
Aan de eerste kwalificatieronde namen 16 instromende clubs deel:
- 16 bekerwinnaars van voetbalbonden 17–34, exclusief Rusland[noot 1] en Kroatië[noot 2]

De loting vond plaats op 17 juni 2025. De heenwedstrijden werden gespeeld op 10 juli 2025, de terugwedstrijden op 17 juli 2025. De verliezende clubs stroomden door naar de tweede kwalificatieronde in de niet-kampioensroute van de UEFA Conference League.

### Potindeling
| Geplaatst           | Geplaatst |
| Team                | Coëff.    |
| ------------------- | --------- |
| FK Sjachtar Donetsk | 52.000    |
| Legia Warschau      | 31.000    |
| FK Partizan         | 22.000    |
| FC Sheriff Tiraspol | 20.000    |
| CFR Cluj            | 19.000    |
| Hapoel Beër Sjeva   | 16.500    |
| NK Celje            | 14.000    |
| FC Spartak Trnava   | 08.500    |

| Ongeplaatst  | Ongeplaatst |
| Team         | Coëff.      |
| ------------ | ----------- |
| AEK Larnaca  | 7.500       |
| BK Häcken    | 7.000       |
| Paksi SE     | 4.800       |
| Levski Sofia | 4.500       |
| Sabah FC     | 4.000       |
| FC Ilves     | 3.000       |
| Aqtöbe FK    | 3.000       |
| FC Prishtina | 2.500       |

| Legendakleuren in de tabel                                                                                   |
| Winnaars, gaan door naar de tweede kwalificatieronde                                                         |
| Uitgeschakeld, gaan naar de tweede kwalificatieronde in de niet-kampioensroute van de UEFA Conference League |

### Voorloting
| Groep 1             | Groep 1      |
| Geplaatst           | Ongeplaatst  |
| ------------------- | ------------ |
| FK Sjachtar Donetsk | BK Häcken    |
| FC Sheriff Tiraspol | Sabah FC     |
| NK Celje            | FC Ilves     |
| FC Spartak Trnava   | FC Prishtina |

| Groep 2           | Groep 2      |
| Geplaatst         | Ongeplaatst  |
| ----------------- | ------------ |
| Legia Warschau    | AEK Larnaca  |
| FK Partizan       | Paksi SE     |
| CFR Cluj          | Levski Sofia |
| Hapoel Beër Sjeva | Aqtöbe FK    |

### Overzicht
Alle onderstaande uitslagen staan in het perspectief van team 1.
| Team 1              | Tot.             | Team 2            | 1e wedstr. | 2e wedstr. |
| ------------------- | ---------------- | ----------------- | ---------- | ---------- |
| FK Sjachtar Donetsk | 6 – 0            | FC Ilves          | 6 – 0      | 0 – 0      |
| FC Sheriff Tiraspol | 5 – 3            | FC Prishtina      | 4 – 0      | 1 – 2      |
| Spartak Trnava      | 2 – 3            | BK Häcken         | 0 – 1      | 2 – 2      |
| Sabah FC            | 5 – 6            | NK Celje          | 2 – 3      | 3 – 3 n.v. |
| Legia Warschau      | 2 – 0            | Aqtöbe FK         | 1 – 0      | 1 – 0      |
| Levski Sofia        | 1 – 1 (3–1 pen.) | Hapoel Beër Sjeva | 0 – 0      | 1 – 1 n.v. |
| AEK Larnaca         | 2 – 2 (6–5 pen.) | FK Partizan       | 1 – 0      | 1 – 2 n.v. |
| Paksi SE            | 0 – 3            | CFR Cluj          | 0 – 0      | 0 – 3      |

### Wedstrijden
|                            |                                                                |         |          | |
| 10 juli 2025 21:00 (UTC+2) | FK Sjachtar Donetsk                                            | 6 – 0   | FC Ilves | Stadion: Stožicestadion, Ljubljana Toeschouwers: 650 Scheidsrechter: Marc Nagtegaal Video-assistent: Richard Martens AVAR: Erwin Blank |
| 10 juli 2025 21:00 (UTC+2) | Santana 26', 47' Elias 43' Kevin 74' Pedrinho 87' Newerton 89' | Verslag |          | Stadion: Stožicestadion, Ljubljana Toeschouwers: 650 Scheidsrechter: Marc Nagtegaal Video-assistent: Richard Martens AVAR: Erwin Blank |
| 10 juli 2025 21:00 (UTC+2) |                                                                |         |          | Stadion: Stožicestadion, Ljubljana Toeschouwers: 650 Scheidsrechter: Marc Nagtegaal Video-assistent: Richard Martens AVAR: Erwin Blank |
| 10 juli 2025 21:00 (UTC+2) |                                                                |         |          | Stadion: Stožicestadion, Ljubljana Toeschouwers: 650 Scheidsrechter: Marc Nagtegaal Video-assistent: Richard Martens AVAR: Erwin Blank |
|                            |                                                                |         |          | |

|                                                                                  |          |       |                     | |
| 17 juli 2025 19:00 (UTC+3) 18:00 (UTC+2)                                         | FC Ilves | 0 – 0 | FK Sjachtar Donetsk | Stadion: Tammela Stadion, Tampere Toeschouwers: 7.315 Scheidsrechter: Mohammad Usman Aslam Video-assistent: Kristoffer Hagenes AVAR: Emilie Torkelsen |
| 17 juli 2025 19:00 (UTC+3) 18:00 (UTC+2)                                         | Verslag  |       |                     | Stadion: Tammela Stadion, Tampere Toeschouwers: 7.315 Scheidsrechter: Mohammad Usman Aslam Video-assistent: Kristoffer Hagenes AVAR: Emilie Torkelsen |
| 17 juli 2025 19:00 (UTC+3) 18:00 (UTC+2)                                         |          |       |                     | Stadion: Tammela Stadion, Tampere Toeschouwers: 7.315 Scheidsrechter: Mohammad Usman Aslam Video-assistent: Kristoffer Hagenes AVAR: Emilie Torkelsen |
| 17 juli 2025 19:00 (UTC+3) 18:00 (UTC+2)                                         |          |       |                     | Stadion: Tammela Stadion, Tampere Toeschouwers: 7.315 Scheidsrechter: Mohammad Usman Aslam Video-assistent: Kristoffer Hagenes AVAR: Emilie Torkelsen |
| Bijz.: Sjachtar Donetsk won over twee wedstrijden met een totaalscore van 6 – 0. |          |       |                     | |

|                                          |                                |         |              | |
| 10 juli 2025 20:00 (UTC+3) 19:00 (UTC+2) | FC Sheriff Tiraspol            | 4 – 0   | FC Prishtina | Stadion: Sheriffstadion, Tiraspol Toeschouwers: 6.223 Scheidsrechter: Dario Bel Video-assistent: Mario Zebec AVAR: Tihomir Pejin |
| 10 juli 2025 20:00 (UTC+3) 19:00 (UTC+2) | Bayala 11', 19', 74' Odede 79' | Verslag |              | Stadion: Sheriffstadion, Tiraspol Toeschouwers: 6.223 Scheidsrechter: Dario Bel Video-assistent: Mario Zebec AVAR: Tihomir Pejin |
| 10 juli 2025 20:00 (UTC+3) 19:00 (UTC+2) |                                |         |              | Stadion: Sheriffstadion, Tiraspol Toeschouwers: 6.223 Scheidsrechter: Dario Bel Video-assistent: Mario Zebec AVAR: Tihomir Pejin |
| 10 juli 2025 20:00 (UTC+3) 19:00 (UTC+2) |                                |         |              | Stadion: Sheriffstadion, Tiraspol Toeschouwers: 6.223 Scheidsrechter: Dario Bel Video-assistent: Mario Zebec AVAR: Tihomir Pejin |
|                                          |                                |         |              | |

|                                                                                  |                       |         |                     | |
| 17 juli 2025 19:00 (UTC+2)                                                       | FC Prishtina          | 2 – 1   | FC Sheriff Tiraspol | Stadion: Fadil Vokrristadion, Pristina Toeschouwers: 1.320 Scheidsrechter: Henrik Nalbandjan Video-assistent: Zaven Hovhannisyan AVAR: Artem Gasparyan |
| 17 juli 2025 19:00 (UTC+2)                                                       | Namani 56' Ahmeti 65' | Verslag | 51' Serobyan        | Stadion: Fadil Vokrristadion, Pristina Toeschouwers: 1.320 Scheidsrechter: Henrik Nalbandjan Video-assistent: Zaven Hovhannisyan AVAR: Artem Gasparyan |
| 17 juli 2025 19:00 (UTC+2)                                                       |                       |         |                     | Stadion: Fadil Vokrristadion, Pristina Toeschouwers: 1.320 Scheidsrechter: Henrik Nalbandjan Video-assistent: Zaven Hovhannisyan AVAR: Artem Gasparyan |
| 17 juli 2025 19:00 (UTC+2)                                                       |                       |         |                     | Stadion: Fadil Vokrristadion, Pristina Toeschouwers: 1.320 Scheidsrechter: Henrik Nalbandjan Video-assistent: Zaven Hovhannisyan AVAR: Artem Gasparyan |
| Bijz.: Sheriff Tiraspol won over twee wedstrijden met een totaalscore van 5 – 3. |                       |         |                     | |

|                            |                   |         |           | |
| 10 juli 2025 20:15 (UTC+2) | FC Spartak Trnava | 0 – 1   | BK Häcken | Stadion: Štadión Antona Malatinského, Trnava Toeschouwers: 10.125 Scheidsrechter: Bence Csonka Video-assistent: Ferenc Karakó AVAR: Eszter Urbán |
| 10 juli 2025 20:15 (UTC+2) |                   | Verslag | 63' Nioue | Stadion: Štadión Antona Malatinského, Trnava Toeschouwers: 10.125 Scheidsrechter: Bence Csonka Video-assistent: Ferenc Karakó AVAR: Eszter Urbán |
| 10 juli 2025 20:15 (UTC+2) |                   |         |           | Stadion: Štadión Antona Malatinského, Trnava Toeschouwers: 10.125 Scheidsrechter: Bence Csonka Video-assistent: Ferenc Karakó AVAR: Eszter Urbán |
| 10 juli 2025 20:15 (UTC+2) |                   |         |           | Stadion: Štadión Antona Malatinského, Trnava Toeschouwers: 10.125 Scheidsrechter: Bence Csonka Video-assistent: Ferenc Karakó AVAR: Eszter Urbán |
|                            |                   |         |           | |

|                                                                           |                                                      |         |                                    | |
| 17 juli 2025 19:00 (UTC+2)                                                | BK Häcken                                            | 2 – 2   | FC Spartak Trnava                  | Stadion: Bravida Arena, Göteborg Toeschouwers: 3.636 Scheidsrechter: Ívar Orri Kristjánsson Video-assistent: Jonas Hansen AVAR: Aydin Uslu |
| 17 juli 2025 19:00 (UTC+2)                                                | Gustafson 13' (pen.) Dembe 90+6' Andersen 63', 90+8' | Verslag | 65' Procházka 82' Moistsrapisjvili | Stadion: Bravida Arena, Göteborg Toeschouwers: 3.636 Scheidsrechter: Ívar Orri Kristjánsson Video-assistent: Jonas Hansen AVAR: Aydin Uslu |
| 17 juli 2025 19:00 (UTC+2)                                                |                                                      |         |                                    | Stadion: Bravida Arena, Göteborg Toeschouwers: 3.636 Scheidsrechter: Ívar Orri Kristjánsson Video-assistent: Jonas Hansen AVAR: Aydin Uslu |
| 17 juli 2025 19:00 (UTC+2)                                                |                                                      |         |                                    | Stadion: Bravida Arena, Göteborg Toeschouwers: 3.636 Scheidsrechter: Ívar Orri Kristjánsson Video-assistent: Jonas Hansen AVAR: Aydin Uslu |
| Bijz.: BC Häcken won over twee wedstrijden met een totaalscore van 3 – 2. |                                                      |         |                                    | |

|                                          |                         |         |                              | |
| 10 juli 2025 20:00 (UTC+4) 18:00 (UTC+2) | Sabah FC                | 2 – 3   | NK Celje                     | Stadion: Alinja Arena, Masazır Toeschouwers: 7.000 Scheidsrechter: Daniyar Sakhi Video-assistent: Bastien Dechepy AVAR: Aidyn Tassybayev |
| 10 juli 2025 20:00 (UTC+4) 18:00 (UTC+2) | Šafranko 3', 18' (pen.) | Verslag | 7', 48' Kovačević 90+3' Hrka | Stadion: Alinja Arena, Masazır Toeschouwers: 7.000 Scheidsrechter: Daniyar Sakhi Video-assistent: Bastien Dechepy AVAR: Aidyn Tassybayev |
| 10 juli 2025 20:00 (UTC+4) 18:00 (UTC+2) |                         |         |                              | Stadion: Alinja Arena, Masazır Toeschouwers: 7.000 Scheidsrechter: Daniyar Sakhi Video-assistent: Bastien Dechepy AVAR: Aidyn Tassybayev |
| 10 juli 2025 20:00 (UTC+4) 18:00 (UTC+2) |                         |         |                              | Stadion: Alinja Arena, Masazır Toeschouwers: 7.000 Scheidsrechter: Daniyar Sakhi Video-assistent: Bastien Dechepy AVAR: Aidyn Tassybayev |
|                                          |                         |         |                              | |

|                                                                          |                                                  |              |                      | |
| 17 juli 2025 20:00 (UTC+2)                                               | NK Celje                                         | 3 – 3 (n.v.) | Sabah FC             | Stadion: Stadion Z'dežele, Celje Toeschouwers: 3.068 Scheidsrechter: Dragomir Draganov Video-assistent: Vasimir El-Hatib AVAR: Volen Tsjinkov |
| 17 juli 2025 20:00 (UTC+2)                                               | Kovačević 19' (pen.) Vukliševič 49' Iosifov 108' | Verslag      | 9', 63', 64' Mickels | Stadion: Stadion Z'dežele, Celje Toeschouwers: 3.068 Scheidsrechter: Dragomir Draganov Video-assistent: Vasimir El-Hatib AVAR: Volen Tsjinkov |
| 17 juli 2025 20:00 (UTC+2)                                               |                                                  |              |                      | Stadion: Stadion Z'dežele, Celje Toeschouwers: 3.068 Scheidsrechter: Dragomir Draganov Video-assistent: Vasimir El-Hatib AVAR: Volen Tsjinkov |
| 17 juli 2025 20:00 (UTC+2)                                               |                                                  |              |                      | Stadion: Stadion Z'dežele, Celje Toeschouwers: 3.068 Scheidsrechter: Dragomir Draganov Video-assistent: Vasimir El-Hatib AVAR: Volen Tsjinkov |
| Bijz.: NK Celje won over twee wedstrijden met een totaalscore van 6 – 5. |                                                  |              |                      | |

|                            |                  |         |           | |
| 10 juli 2025 21:00 (UTC+2) | Legia Warschau   | 1 – 0   | Aqtöbe FK | Stadion: Wojska Polskiegostadion, Warschau Toeschouwers: 12.239 Scheidsrechter: Dalibor Černý Video-assistent: Tomas Kocourek AVAR: Ondřej Berka |
| 10 juli 2025 21:00 (UTC+2) | Bichakhchyan 25' | Verslag |           | Stadion: Wojska Polskiegostadion, Warschau Toeschouwers: 12.239 Scheidsrechter: Dalibor Černý Video-assistent: Tomas Kocourek AVAR: Ondřej Berka |
| 10 juli 2025 21:00 (UTC+2) |                  |         |           | Stadion: Wojska Polskiegostadion, Warschau Toeschouwers: 12.239 Scheidsrechter: Dalibor Černý Video-assistent: Tomas Kocourek AVAR: Ondřej Berka |
| 10 juli 2025 21:00 (UTC+2) |                  |         |           | Stadion: Wojska Polskiegostadion, Warschau Toeschouwers: 12.239 Scheidsrechter: Dalibor Černý Video-assistent: Tomas Kocourek AVAR: Ondřej Berka |
|                            |                  |         |           | |

|                                                                                |           |         |                | |
| 17 juli 2025 21:00 (UTC+5) 18:00 (UTC+2)                                       | Aqtöbe FK | 0 – 1   | Legia Warschau | Stadion: Centraalstadion, Aqtöbe Toeschouwers: 12.190 Scheidsrechter: Granit Maqedonci Video-assistent: Gianluca Aureliano AVAR: Daniele Paterna |
| 17 juli 2025 21:00 (UTC+5) 18:00 (UTC+2)                                       |           | Verslag | 90+1' Elitim   | Stadion: Centraalstadion, Aqtöbe Toeschouwers: 12.190 Scheidsrechter: Granit Maqedonci Video-assistent: Gianluca Aureliano AVAR: Daniele Paterna |
| 17 juli 2025 21:00 (UTC+5) 18:00 (UTC+2)                                       |           |         |                | Stadion: Centraalstadion, Aqtöbe Toeschouwers: 12.190 Scheidsrechter: Granit Maqedonci Video-assistent: Gianluca Aureliano AVAR: Daniele Paterna |
| 17 juli 2025 21:00 (UTC+5) 18:00 (UTC+2)                                       |           |         |                | Stadion: Centraalstadion, Aqtöbe Toeschouwers: 12.190 Scheidsrechter: Granit Maqedonci Video-assistent: Gianluca Aureliano AVAR: Daniele Paterna |
| Bijz.: Legia Warschau won over twee wedstrijden met een totaalscore van 2 – 0. |           |         |                | |

|                                          |                   |         |                   | |
| 10 juli 2025 20:30 (UTC+3) 19:30 (UTC+2) | Levski Sofia      | 0 – 0   | Hapoel Beër Sjeva | Stadion: Georgi Asparuhovstadion, Sofia Toeschouwers: 15.467 Scheidsrechter: Ladislav Szikszay Video-assistent: Miroslav Zelinka AVAR: Petr Caletka |
| 10 juli 2025 20:30 (UTC+3) 19:30 (UTC+2) | Maicon 45+3', 70' | Verslag | 67', 90+5' Peretz | Stadion: Georgi Asparuhovstadion, Sofia Toeschouwers: 15.467 Scheidsrechter: Ladislav Szikszay Video-assistent: Miroslav Zelinka AVAR: Petr Caletka |
| 10 juli 2025 20:30 (UTC+3) 19:30 (UTC+2) |                   |         |                   | Stadion: Georgi Asparuhovstadion, Sofia Toeschouwers: 15.467 Scheidsrechter: Ladislav Szikszay Video-assistent: Miroslav Zelinka AVAR: Petr Caletka |
| 10 juli 2025 20:30 (UTC+3) 19:30 (UTC+2) |                   |         |                   | Stadion: Georgi Asparuhovstadion, Sofia Toeschouwers: 15.467 Scheidsrechter: Ladislav Szikszay Video-assistent: Miroslav Zelinka AVAR: Petr Caletka |
|                                          |                   |         |                   | |

| |                            |                         |                               | |
| 17 juli 2025 21:00 (UTC+2)                                                                                                  | Hapoel Beër Sjeva          | 1 – 1 (n.v.) 1 – 3 pen. | Levski Sofia                  | Stadion: Városistadion, Nyíregyháza Toeschouwers: 721 Scheidsrechter: Florian Badstübner Video-assistent: Robert Schröder AVAR: Tobias Reichel |
| 17 juli 2025 21:00 (UTC+2)                                                                                                  | Turgeman 105+3'            | Verslag                 | 114' Sangaré                  | Stadion: Városistadion, Nyíregyháza Toeschouwers: 721 Scheidsrechter: Florian Badstübner Video-assistent: Robert Schröder AVAR: Tobias Reichel |
| 17 juli 2025 21:00 (UTC+2)                                                                                                  | Strafschoppen              |                         |                               | Stadion: Városistadion, Nyíregyháza Toeschouwers: 721 Scheidsrechter: Florian Badstübner Video-assistent: Robert Schröder AVAR: Tobias Reichel |
| 17 juli 2025 21:00 (UTC+2)                                                                                                  | Almog Kangwa Turgeman Levy |                         | Rupanov Fabien Makoun Sangaré | Stadion: Városistadion, Nyíregyháza Toeschouwers: 721 Scheidsrechter: Florian Badstübner Video-assistent: Robert Schröder AVAR: Tobias Reichel |
| Bijz.: Levski Sofia speelde over twee wedstrijden gelijk met een totaalscore van 1 – 1, maar won de penaltyserie met 3 – 1. |                            |                         |                               | |

|                                          |             |         |             | |
| 10 juli 2025 19:30 (UTC+3) 18:30 (UTC+2) | AEK Larnaca | 1 – 0   | FK Partizan | Stadion: AEK Arena, Larnaca Toeschouwers: 4.127 Scheidsrechter: Jacob Karlsen Video-assistent: Mikkel Redder AVAR: Jakob Mastrup |
| 10 juli 2025 19:30 (UTC+3) 18:30 (UTC+2) | Cabrera 67' | Verslag |             | Stadion: AEK Arena, Larnaca Toeschouwers: 4.127 Scheidsrechter: Jacob Karlsen Video-assistent: Mikkel Redder AVAR: Jakob Mastrup |
| 10 juli 2025 19:30 (UTC+3) 18:30 (UTC+2) |             |         |             | Stadion: AEK Arena, Larnaca Toeschouwers: 4.127 Scheidsrechter: Jacob Karlsen Video-assistent: Mikkel Redder AVAR: Jakob Mastrup |
| 10 juli 2025 19:30 (UTC+3) 18:30 (UTC+2) |             |         |             | Stadion: AEK Arena, Larnaca Toeschouwers: 4.127 Scheidsrechter: Jacob Karlsen Video-assistent: Mikkel Redder AVAR: Jakob Mastrup |
|                                          |             |         |             | |

| |                                                                        |                         |                                                                              | |
| 17 juli 2025 21:00 (UTC+2)                                                                                                 | FK Partizan                                                            | 2 – 1 (n.v.) 5 – 6 pen. | AEK Larnaca                                                                  | Stadion: Partizanstadion, Belgrado Toeschouwers: 23.253 Scheidsrechter: Gustavo Correia Video-assistent: Fábio Oliveira Melo AVAR: Helder Malheiro |
| 17 juli 2025 21:00 (UTC+2)                                                                                                 | Ugrešić 69' Jovanović 118' (pen.) Milošević 120+1' Dragojević 120+1'   | Verslag                 | 90+5' (pen.) Angielski 104' Pons 120+1' Gnali 120+1' Ivanović 120+1' Idiakez | Stadion: Partizanstadion, Belgrado Toeschouwers: 23.253 Scheidsrechter: Gustavo Correia Video-assistent: Fábio Oliveira Melo AVAR: Helder Malheiro |
| 17 juli 2025 21:00 (UTC+2)                                                                                                 | Strafschoppen                                                          |                         |                                                                              | Stadion: Partizanstadion, Belgrado Toeschouwers: 23.253 Scheidsrechter: Gustavo Correia Video-assistent: Fábio Oliveira Melo AVAR: Helder Malheiro |
| 17 juli 2025 21:00 (UTC+2)                                                                                                 | Natkho Milovanović Roganović Kalulu Karabelyov Kostić Jovanović Kostić |                         | Miličević Ledes Suárez Chacón Ivanović Pons Miramón Gnali                    | Stadion: Partizanstadion, Belgrado Toeschouwers: 23.253 Scheidsrechter: Gustavo Correia Video-assistent: Fábio Oliveira Melo AVAR: Helder Malheiro |
| Bijz.: AEK Larnaca speelde over twee wedstrijden gelijk met een totaalscore van 2 – 2, maar won de penaltyserie met 6 – 5. |                                                                        |                         |                                                                              | |

|                            |          |       |          | |
| 10 juli 2025 19:00 (UTC+2) | Paksi SE | 0 – 0 | CFR Cluj | Stadion: Fehérvári úti Stadion, Paks Toeschouwers: 3.916 Scheidsrechter: Pavle Ilić Video-assistent: Aleksandar Živković AVAR: Pavle Tomić |
| 10 juli 2025 19:00 (UTC+2) | Verslag  |       |          | Stadion: Fehérvári úti Stadion, Paks Toeschouwers: 3.916 Scheidsrechter: Pavle Ilić Video-assistent: Aleksandar Živković AVAR: Pavle Tomić |
| 10 juli 2025 19:00 (UTC+2) |          |       |          | Stadion: Fehérvári úti Stadion, Paks Toeschouwers: 3.916 Scheidsrechter: Pavle Ilić Video-assistent: Aleksandar Živković AVAR: Pavle Tomić |
| 10 juli 2025 19:00 (UTC+2) |          |       |          | Stadion: Fehérvári úti Stadion, Paks Toeschouwers: 3.916 Scheidsrechter: Pavle Ilić Video-assistent: Aleksandar Živković AVAR: Pavle Tomić |
|                            |          |       |          | |

|                                                                          |                                 |         |                               | |
| 17 juli 2025 20:30 (UTC+3) 19:30 (UTC+2)                                 | CFR Cluj                        | 3 – 0   | Paksi SE                      | Stadion: Dr.-Constantin-Rădulescustadion, Cluj-Napoca Toeschouwers: 6.512 Scheidsrechter: Kyriakos Athanasiou Video-assistent: Marios Christoforou AVAR: Rovertos Kosta |
| 17 juli 2025 20:30 (UTC+3) 19:30 (UTC+2)                                 | Fică 35' Munteanu 85' Muhar 90' | Verslag | 66' (pen.), 69' (pen.) Vécsei | Stadion: Dr.-Constantin-Rădulescustadion, Cluj-Napoca Toeschouwers: 6.512 Scheidsrechter: Kyriakos Athanasiou Video-assistent: Marios Christoforou AVAR: Rovertos Kosta |
| 17 juli 2025 20:30 (UTC+3) 19:30 (UTC+2)                                 |                                 |         |                               | Stadion: Dr.-Constantin-Rădulescustadion, Cluj-Napoca Toeschouwers: 6.512 Scheidsrechter: Kyriakos Athanasiou Video-assistent: Marios Christoforou AVAR: Rovertos Kosta |
| 17 juli 2025 20:30 (UTC+3) 19:30 (UTC+2)                                 |                                 |         |                               | Stadion: Dr.-Constantin-Rădulescustadion, Cluj-Napoca Toeschouwers: 6.512 Scheidsrechter: Kyriakos Athanasiou Video-assistent: Marios Christoforou AVAR: Rovertos Kosta |
| Bijz.: CFR Cluj won over twee wedstrijden met een totaalscore van 3 – 0. |                                 |         |                               | |

## Tweede kwalificatieronde
Aan de tweede kwalificatieronde namen 16 clubs deel:
- 8 winnaars van de eerste kwalificatieronde
- 1 bekerwinnaar van voetbalbond 16
- 6 nummers 3 van voetbalbonden 7–12
- 1 nummer 4 van voetbalbond 6

De loting vond plaats op 18 juni 2025. De heenwedstrijden werden gespeeld op 24 juli 2025, de terugwedstrijden op 31 juli 2025. De verliezende clubs stroomden door naar de derde kwalificatieronde in de niet-kampioensroute van de UEFA Conference League.

### Potindeling
Op het moment van de loting waren de schuingedrukte clubs nog onbekend, omdat zij nog moesten spelen in de vorige ronde. Tijdens de loting werd daarom het hoogste coëfficiënt gebruikt tussen de clubs in de betreffende wedstrijd.
| Geplaatst           | Geplaatst |
| Team                | Coëff.    |
| ------------------- | --------- |
| FK Sjachtar Donetsk | 52.000    |
| SC Braga            | 46.000    |
| FC Midtjylland      | 32.750    |
| Legia Warschau      | 31.000    |
| RSC Anderlecht      | 28.250    |
| AEK Larnaca         | 22.000    |
| FC Sheriff Tiraspol | 20.000    |
| FC Lugano           | 19.250    |

| Ongeplaatst      | Ongeplaatst |
| Team             | Coëff.      |
| ---------------- | ----------- |
| CFR Cluj         | 19.000      |
| Levski Sofia     | 16.500      |
| Beşiktaş JK      | 15.000      |
| NK Celje         | 14.000      |
| FC Utrecht       | 13.430      |
| FC Baník Ostrava | 08.820      |
| BK Häcken        | 08.500      |
| Hibernian FC     | 07.110      |

| Legendakleuren in de tabel                                                                          |
| Winnaars, gaan door naar de derde kwalificatieronde (niet-kampioenen)                               |
| Uitgeschakeld, gaan naar de derde kwalificatieronde van de UEFA Conference League (niet-kampioenen) |

### Voorloting
Op het moment van de loting waren de schuingedrukte clubs nog onbekend, omdat zij nog moesten spelen in de vorige ronde.
| Groep 1        | Groep 1          |
| Geplaatst      | Ongeplaatst      |
| -------------- | ---------------- |
| SC Braga       | CFR Cluj         |
| Legia Warschau | Levski Sofia     |
| AEK Larnaca    | NK Celje         |
| FC Lugano      | FC Baník Ostrava |

| Groep 2             | Groep 2      |
| Geplaatst           | Ongeplaatst  |
| ------------------- | ------------ |
| FK Sjachtar Donetsk | Beşiktaş JK  |
| FC Midtjylland      | FC Utrecht   |
| RSC Anderlecht      | BK Häcken    |
| FC Sheriff Tiraspol | Hibernian FC |

### Overzicht
Alle onderstaande uitslagen staan in het perspectief van team 1.
| Team 1              | Tot.             | Team 2              | 1e wedstr. | 2e wedstr. |
| ------------------- | ---------------- | ------------------- | ---------- | ---------- |
| FC Lugano           | 0 – 1            | CFR Cluj            | 0 – 0      | 0 – 1 n.v. |
| NK Celje            | 2 – 3            | AEK Larnaca         | 1 – 1      | 1 – 2      |
| Levski Sofia        | 0 – 1            | SC Braga            | 0 – 0      | 0 – 1 n.v. |
| FC Baník Ostrava    | 3 – 4            | Legia Warschau      | 2 – 2      | 1 – 2      |
| RSC Anderlecht      | 2 – 2 (2–4 pen.) | BK Häcken           | 1 – 0      | 1 – 2 n.v. |
| FC Sheriff Tiraspol | 2 – 7            | FC Utrecht          | 1 – 3      | 1 – 4      |
| FC Midtjylland      | 3 – 2            | Hibernian FC        | 1 – 1      | 2 – 1 n.v. |
| Beşiktaş JK         | 2 – 6            | FK Sjachtar Donetsk | 2 – 4      | 0 – 2      |

### Wedstrijden
|                            |           |       |          | |
| 24 juli 2025 20:30 (UTC+2) | FC Lugano | 0 – 0 | CFR Cluj | Stadion: Stockhorn Arena, Thun Toeschouwers: 941 Scheidsrechter: Darren England Video-assistent: Peter Bankes AVAR: Constantine Hatzidakis |
| 24 juli 2025 20:30 (UTC+2) | Verslag   |       |          | Stadion: Stockhorn Arena, Thun Toeschouwers: 941 Scheidsrechter: Darren England Video-assistent: Peter Bankes AVAR: Constantine Hatzidakis |
| 24 juli 2025 20:30 (UTC+2) |           |       |          | Stadion: Stockhorn Arena, Thun Toeschouwers: 941 Scheidsrechter: Darren England Video-assistent: Peter Bankes AVAR: Constantine Hatzidakis |
| 24 juli 2025 20:30 (UTC+2) |           |       |          | Stadion: Stockhorn Arena, Thun Toeschouwers: 941 Scheidsrechter: Darren England Video-assistent: Peter Bankes AVAR: Constantine Hatzidakis |
|                            |           |       |          | |

|                                                                          |            |              |           | |
| 31 juli 2025 20:30 (UTC+3) 19:30 (UTC+2)                                 | CFR Cluj   | 1 – 0 (n.v.) | FC Lugano | Stadion: Dr.-Constantin-Rădulescustadion, Cluj-Napoca Toeschouwers: 8.564 Scheidsrechter: Allard Lindhout Video-assistent: Pol van Boekel AVAR: Robin Hensgens |
| 31 juli 2025 20:30 (UTC+3) 19:30 (UTC+2)                                 | Sinyan 96' | Verslag      |           | Stadion: Dr.-Constantin-Rădulescustadion, Cluj-Napoca Toeschouwers: 8.564 Scheidsrechter: Allard Lindhout Video-assistent: Pol van Boekel AVAR: Robin Hensgens |
| 31 juli 2025 20:30 (UTC+3) 19:30 (UTC+2)                                 |            |              |           | Stadion: Dr.-Constantin-Rădulescustadion, Cluj-Napoca Toeschouwers: 8.564 Scheidsrechter: Allard Lindhout Video-assistent: Pol van Boekel AVAR: Robin Hensgens |
| 31 juli 2025 20:30 (UTC+3) 19:30 (UTC+2)                                 |            |              |           | Stadion: Dr.-Constantin-Rădulescustadion, Cluj-Napoca Toeschouwers: 8.564 Scheidsrechter: Allard Lindhout Video-assistent: Pol van Boekel AVAR: Robin Hensgens |
| Bijz.: CFR Cluj won over twee wedstrijden met een totaalscore van 1 – 0. |            |              |           | |

|                            |                      |         |                      | |
| 24 juli 2025 20:00 (UTC+2) | NK Celje             | 1 – 1   | AEK Larnaca          | Stadion: Stadion Z'dežele, Celje Toeschouwers: 3.145 Scheidsrechter: Bastien Dechepy Video-assistent: Benoît Millot AVAR: Elisa Daupeux |
| 24 juli 2025 20:00 (UTC+2) | Kovačević 28' (pen.) | Verslag | 53' (pen.) Miličević | Stadion: Stadion Z'dežele, Celje Toeschouwers: 3.145 Scheidsrechter: Bastien Dechepy Video-assistent: Benoît Millot AVAR: Elisa Daupeux |
| 24 juli 2025 20:00 (UTC+2) |                      |         |                      | Stadion: Stadion Z'dežele, Celje Toeschouwers: 3.145 Scheidsrechter: Bastien Dechepy Video-assistent: Benoît Millot AVAR: Elisa Daupeux |
| 24 juli 2025 20:00 (UTC+2) |                      |         |                      | Stadion: Stadion Z'dežele, Celje Toeschouwers: 3.145 Scheidsrechter: Bastien Dechepy Video-assistent: Benoît Millot AVAR: Elisa Daupeux |
|                            |                      |         |                      | |

|                                                                             |                       |         |            | |
| 31 juli 2025 19:30 (UTC+3) 18:30 (UTC+2)                                    | AEK Larnaca           | 2 – 1   | NK Celje   | Stadion: AEK Arena, Larnaca Toeschouwers: 4.108 Scheidsrechter: Chris Kavanagh Video-assistent: Darren England AVAR: Matthew Donohue |
| 31 juli 2025 19:30 (UTC+3) 18:30 (UTC+2)                                    | Chacón 43' García 67' | Verslag | 88' Kvesić | Stadion: AEK Arena, Larnaca Toeschouwers: 4.108 Scheidsrechter: Chris Kavanagh Video-assistent: Darren England AVAR: Matthew Donohue |
| 31 juli 2025 19:30 (UTC+3) 18:30 (UTC+2)                                    |                       |         |            | Stadion: AEK Arena, Larnaca Toeschouwers: 4.108 Scheidsrechter: Chris Kavanagh Video-assistent: Darren England AVAR: Matthew Donohue |
| 31 juli 2025 19:30 (UTC+3) 18:30 (UTC+2)                                    |                       |         |            | Stadion: AEK Arena, Larnaca Toeschouwers: 4.108 Scheidsrechter: Chris Kavanagh Video-assistent: Darren England AVAR: Matthew Donohue |
| Bijz.: AEK Larnaca won over twee wedstrijden met een totaalscore van 3 – 2. |                       |         |            | |

|                                          |              |       |          | |
| 24 juli 2025 20:30 (UTC+3) 19:30 (UTC+2) | Levski Sofia | 0 – 0 | SC Braga | Stadion: Georgi Asparuhovstadion, Sofia Toeschouwers: 16.040 Scheidsrechter: Matteo Marchetti Video-assistent: Michael Fabbri AVAR: Francesco Meraviglia |
| 24 juli 2025 20:30 (UTC+3) 19:30 (UTC+2) | Verslag      |       |          | Stadion: Georgi Asparuhovstadion, Sofia Toeschouwers: 16.040 Scheidsrechter: Matteo Marchetti Video-assistent: Michael Fabbri AVAR: Francesco Meraviglia |
| 24 juli 2025 20:30 (UTC+3) 19:30 (UTC+2) |              |       |          | Stadion: Georgi Asparuhovstadion, Sofia Toeschouwers: 16.040 Scheidsrechter: Matteo Marchetti Video-assistent: Michael Fabbri AVAR: Francesco Meraviglia |
| 24 juli 2025 20:30 (UTC+3) 19:30 (UTC+2) |              |       |          | Stadion: Georgi Asparuhovstadion, Sofia Toeschouwers: 16.040 Scheidsrechter: Matteo Marchetti Video-assistent: Michael Fabbri AVAR: Francesco Meraviglia |
|                                          |              |       |          | |

|                                                                          |                   |              |              | |
| 31 juli 2025 20:00 (UTC+1) 21:00 (UTC+2)                                 | SC Braga          | 1 – 0 (n.v.) | Levski Sofia | Stadion: Estádio Municipal de Braga, Braga Toeschouwers: 16.771 Scheidsrechter: Lothar D'hondt Video-assistent: Jan Boterberg AVAR: Ella De Vries |
| 31 juli 2025 20:00 (UTC+1) 21:00 (UTC+2)                                 | Fran Navarro 104' | Verslag      |              | Stadion: Estádio Municipal de Braga, Braga Toeschouwers: 16.771 Scheidsrechter: Lothar D'hondt Video-assistent: Jan Boterberg AVAR: Ella De Vries |
| 31 juli 2025 20:00 (UTC+1) 21:00 (UTC+2)                                 |                   |              |              | Stadion: Estádio Municipal de Braga, Braga Toeschouwers: 16.771 Scheidsrechter: Lothar D'hondt Video-assistent: Jan Boterberg AVAR: Ella De Vries |
| 31 juli 2025 20:00 (UTC+1) 21:00 (UTC+2)                                 |                   |              |              | Stadion: Estádio Municipal de Braga, Braga Toeschouwers: 16.771 Scheidsrechter: Lothar D'hondt Video-assistent: Jan Boterberg AVAR: Ella De Vries |
| Bijz.: SC Braga won over twee wedstrijden met een totaalscore van 1 – 0. |                   |              |              | |

|                            |                      |         |                        | |
| 24 juli 2025 19:00 (UTC+2) | FC Baník Ostrava     | 2 – 2   | Legia Warschau         | Stadion: Městský stadion v Ostravě-Vítkovicích, Ostrava Toeschouwers: 14.047 Scheidsrechter: Christian-Petru Ciochirca Video-assistent: Manuel Schüttengruber AVAR: Jakob Semler |
| 24 juli 2025 19:00 (UTC+2) | Šín 13' Frydrych 65' | Verslag | 32' Kapustka 88' Nsame | Stadion: Městský stadion v Ostravě-Vítkovicích, Ostrava Toeschouwers: 14.047 Scheidsrechter: Christian-Petru Ciochirca Video-assistent: Manuel Schüttengruber AVAR: Jakob Semler |
| 24 juli 2025 19:00 (UTC+2) |                      |         |                        | Stadion: Městský stadion v Ostravě-Vítkovicích, Ostrava Toeschouwers: 14.047 Scheidsrechter: Christian-Petru Ciochirca Video-assistent: Manuel Schüttengruber AVAR: Jakob Semler |
| 24 juli 2025 19:00 (UTC+2) |                      |         |                        | Stadion: Městský stadion v Ostravě-Vítkovicích, Ostrava Toeschouwers: 14.047 Scheidsrechter: Christian-Petru Ciochirca Video-assistent: Manuel Schüttengruber AVAR: Jakob Semler |
|                            |                      |         |                        | |

|                                                                                |                              |         |                              | |
| 31 juli 2025 21:00 (UTC+2)                                                     | Legia Warschau               | 2 – 1   | FC Baník Ostrava             | Stadion: Wojska Polskiegostadion, Warschau Toeschouwers: 20.226 Scheidsrechter: Novak Simović Video-assistent: Aleksandar Živković AVAR: Pavle Tomić |
| 31 juli 2025 21:00 (UTC+2)                                                     | Nsame 54' Pojezný 74' (e.d.) | Verslag | 15' Prekop 90' (pen.) Buchta | Stadion: Wojska Polskiegostadion, Warschau Toeschouwers: 20.226 Scheidsrechter: Novak Simović Video-assistent: Aleksandar Živković AVAR: Pavle Tomić |
| 31 juli 2025 21:00 (UTC+2)                                                     |                              |         |                              | Stadion: Wojska Polskiegostadion, Warschau Toeschouwers: 20.226 Scheidsrechter: Novak Simović Video-assistent: Aleksandar Živković AVAR: Pavle Tomić |
| 31 juli 2025 21:00 (UTC+2)                                                     |                              |         |                              | Stadion: Wojska Polskiegostadion, Warschau Toeschouwers: 20.226 Scheidsrechter: Novak Simović Video-assistent: Aleksandar Živković AVAR: Pavle Tomić |
| Bijz.: Legia Warschau won over twee wedstrijden met een totaalscore van 4 – 3. |                              |         |                              | |

|                            |                |         |           | |
| 24 juli 2025 20:00 (UTC+2) | RSC Anderlecht | 1 – 0   | BK Häcken | Stadion: Lotto Park, Anderlecht Toeschouwers: 12.291 Scheidsrechter: Eldorjan Hamiti Video-assistent: Kreshnik Barjamaj AVAR: Olsion Yzeiraj |
| 24 juli 2025 20:00 (UTC+2) | Dolberg 35'    | Verslag |           | Stadion: Lotto Park, Anderlecht Toeschouwers: 12.291 Scheidsrechter: Eldorjan Hamiti Video-assistent: Kreshnik Barjamaj AVAR: Olsion Yzeiraj |
| 24 juli 2025 20:00 (UTC+2) |                |         |           | Stadion: Lotto Park, Anderlecht Toeschouwers: 12.291 Scheidsrechter: Eldorjan Hamiti Video-assistent: Kreshnik Barjamaj AVAR: Olsion Yzeiraj |
| 24 juli 2025 20:00 (UTC+2) |                |         |           | Stadion: Lotto Park, Anderlecht Toeschouwers: 12.291 Scheidsrechter: Eldorjan Hamiti Video-assistent: Kreshnik Barjamaj AVAR: Olsion Yzeiraj |
|                            |                |         |           | |

| |                                          |                         |                                      | |
| 31 juli 2025 19:00 (UTC+2)                                                                                        | BK Häcken                                | 2 – 1 (n.v.) 4 – 2 pen. | RSC Anderlecht                       | Stadion: Bravida Arena, Göteborg Toeschouwers: 4.016 Scheidsrechter: Patrik Kolarić Video-assistent: Ivan Bebek AVAR: Ivan Matić |
| 31 juli 2025 19:00 (UTC+2)                                                                                        | Svanbäck 33' Sim. Gustafson 90+2' (pen.) | Verslag                 | 54' (pen.) Dolberg 100', 117' Kanaté | Stadion: Bravida Arena, Göteborg Toeschouwers: 4.016 Scheidsrechter: Patrik Kolarić Video-assistent: Ivan Bebek AVAR: Ivan Matić |
| 31 juli 2025 19:00 (UTC+2)                                                                                        | Strafschoppen                            |                         |                                      | Stadion: Bravida Arena, Göteborg Toeschouwers: 4.016 Scheidsrechter: Patrik Kolarić Video-assistent: Ivan Bebek AVAR: Ivan Matić |
| 31 juli 2025 19:00 (UTC+2)                                                                                        | Sim. Gustafson Layouni Lundqvist Berisha |                         | Hazard Augustinsson Llansana Vázquez | Stadion: Bravida Arena, Göteborg Toeschouwers: 4.016 Scheidsrechter: Patrik Kolarić Video-assistent: Ivan Bebek AVAR: Ivan Matić |
| Bijz.: BK Häcken speelde over twee wedstrijden met een totaalscore van 2 – 2, maar won de penaltyserie met 4 – 2. |                                          |                         |                                      | |

|                                          |                     |         |                                    | |
| 24 juli 2025 20:00 (UTC+3) 19:00 (UTC+2) | FC Sheriff Tiraspol | 1 – 3   | FC Utrecht                         | Stadion: Nisporeni Central, Nisporeni Toeschouwers: 2.674 Scheidsrechter: Philip Farrugia Video-assistent: Fran Jović AVAR: Ante Culjak |
| 24 juli 2025 20:00 (UTC+3) 19:00 (UTC+2) | Ademo 24'           | Verslag | 33' Jensen 54' Viergever 70' Blake | Stadion: Nisporeni Central, Nisporeni Toeschouwers: 2.674 Scheidsrechter: Philip Farrugia Video-assistent: Fran Jović AVAR: Ante Culjak |
| 24 juli 2025 20:00 (UTC+3) 19:00 (UTC+2) |                     |         |                                    | Stadion: Nisporeni Central, Nisporeni Toeschouwers: 2.674 Scheidsrechter: Philip Farrugia Video-assistent: Fran Jović AVAR: Ante Culjak |
| 24 juli 2025 20:00 (UTC+3) 19:00 (UTC+2) |                     |         |                                    | Stadion: Nisporeni Central, Nisporeni Toeschouwers: 2.674 Scheidsrechter: Philip Farrugia Video-assistent: Fran Jović AVAR: Ante Culjak |
|                                          |                     |         |                                    | |

|                                                                            |                                                       |         |                     | |
| 31 juli 2025 20:00 (UTC+2)                                                 | FC Utrecht                                            | 4 – 1   | FC Sheriff Tiraspol | Stadion: Stadion Galgenwaard, Utrecht Toeschouwers: 21.611 Scheidsrechter: Chrysovalantis Theouli Video-assistent: Dimitris Solomou AVAR: Rovertos Kosta |
| 31 juli 2025 20:00 (UTC+2)                                                 | Jensen 27' Horemans 46' Viergever 56' El Karouani 89' | Verslag | 75' Odede           | Stadion: Stadion Galgenwaard, Utrecht Toeschouwers: 21.611 Scheidsrechter: Chrysovalantis Theouli Video-assistent: Dimitris Solomou AVAR: Rovertos Kosta |
| 31 juli 2025 20:00 (UTC+2)                                                 |                                                       |         |                     | Stadion: Stadion Galgenwaard, Utrecht Toeschouwers: 21.611 Scheidsrechter: Chrysovalantis Theouli Video-assistent: Dimitris Solomou AVAR: Rovertos Kosta |
| 31 juli 2025 20:00 (UTC+2)                                                 |                                                       |         |                     | Stadion: Stadion Galgenwaard, Utrecht Toeschouwers: 21.611 Scheidsrechter: Chrysovalantis Theouli Video-assistent: Dimitris Solomou AVAR: Rovertos Kosta |
| Bijz.: FC Utrecht won over twee wedstrijden met een totaalscore van 7 – 2. |                                                       |         |                     | |

|                            |                |         |              | |
| 24 juli 2025 19:30 (UTC+2) | FC Midtjylland | 1 – 1   | Hibernian FC | Stadion: MCH Arena, Herning Toeschouwers: 8.863 Scheidsrechter: Robert Schröder Video-assistent: Sören Storks AVAR: Johann Pfeifer |
| 24 juli 2025 19:30 (UTC+2) | Simsir 72'     | Verslag | 7' McGrath   | Stadion: MCH Arena, Herning Toeschouwers: 8.863 Scheidsrechter: Robert Schröder Video-assistent: Sören Storks AVAR: Johann Pfeifer |
| 24 juli 2025 19:30 (UTC+2) |                |         |              | Stadion: MCH Arena, Herning Toeschouwers: 8.863 Scheidsrechter: Robert Schröder Video-assistent: Sören Storks AVAR: Johann Pfeifer |
| 24 juli 2025 19:30 (UTC+2) |                |         |              | Stadion: MCH Arena, Herning Toeschouwers: 8.863 Scheidsrechter: Robert Schröder Video-assistent: Sören Storks AVAR: Johann Pfeifer |
|                            |                |         |              | |

|                                                                                |                |              |                         | |
| 31 juli 2025 20:00 (UTC+1) 21:00 (UTC+2)                                       | Hibernian FC   | 1 – 2 (n.v.) | FC Midtjylland          | Stadion: Easter Road, Edinburgh Toeschouwers: 19.536 Scheidsrechter: Gustavo Correia Video-assistent: André Narciso AVAR: Helder Filipe |
| 31 juli 2025 20:00 (UTC+1) 21:00 (UTC+2)                                       | Bushiri 105+2' | Verslag      | 94' Osorio 119' Brumado | Stadion: Easter Road, Edinburgh Toeschouwers: 19.536 Scheidsrechter: Gustavo Correia Video-assistent: André Narciso AVAR: Helder Filipe |
| 31 juli 2025 20:00 (UTC+1) 21:00 (UTC+2)                                       |                |              |                         | Stadion: Easter Road, Edinburgh Toeschouwers: 19.536 Scheidsrechter: Gustavo Correia Video-assistent: André Narciso AVAR: Helder Filipe |
| 31 juli 2025 20:00 (UTC+1) 21:00 (UTC+2)                                       |                |              |                         | Stadion: Easter Road, Edinburgh Toeschouwers: 19.536 Scheidsrechter: Gustavo Correia Video-assistent: André Narciso AVAR: Helder Filipe |
| Bijz.: FC Midtjylland won over twee wedstrijden met een totaalscore van 3 – 2. |                |              |                         | |

|                                          |                                   |         |                                                   | |
| 24 juli 2025 21:00 (UTC+3) 20:00 (UTC+2) | Beşiktaş JK                       | 2 – 4   | FK Sjachtar Donetsk                               | Stadion: Beşiktaş Park, Istanbul Toeschouwers: 31.739 Scheidsrechter: Georgi Kabakov Video-assistent: Dragomir Draganov AVAR: Nikola Popov |
| 24 juli 2025 21:00 (UTC+3) 20:00 (UTC+2) | Abraham 40' (pen.) João Mário 87' | Verslag | 7' Alisson Santana 28' Eguinaldo 67', 90+6' Kevin | Stadion: Beşiktaş Park, Istanbul Toeschouwers: 31.739 Scheidsrechter: Georgi Kabakov Video-assistent: Dragomir Draganov AVAR: Nikola Popov |
| 24 juli 2025 21:00 (UTC+3) 20:00 (UTC+2) |                                   |         |                                                   | Stadion: Beşiktaş Park, Istanbul Toeschouwers: 31.739 Scheidsrechter: Georgi Kabakov Video-assistent: Dragomir Draganov AVAR: Nikola Popov |
| 24 juli 2025 21:00 (UTC+3) 20:00 (UTC+2) |                                   |         |                                                   | Stadion: Beşiktaş Park, Istanbul Toeschouwers: 31.739 Scheidsrechter: Georgi Kabakov Video-assistent: Dragomir Draganov AVAR: Nikola Popov |
|                                          |                                   |         |                                                   | |

|                                                                                  |                            |         |             | |
| 31 juli 2025 21:00 (UTC+3) 20:00 (UTC+2)                                         | FK Sjachtar Donetsk        | 2 – 0   | Beşiktaş JK | Stadion: Henryk Reymanstadion, Krakau Toeschouwers: 12.828 Scheidsrechter: Juan Martínez Munuera Video-assistent: Valentín Pizarro Gómez AVAR: Juan Luis Pulido Santana |
| 31 juli 2025 21:00 (UTC+3) 20:00 (UTC+2)                                         | Kevin 12' Kauã Elias 45+1' | Verslag |             | Stadion: Henryk Reymanstadion, Krakau Toeschouwers: 12.828 Scheidsrechter: Juan Martínez Munuera Video-assistent: Valentín Pizarro Gómez AVAR: Juan Luis Pulido Santana |
| 31 juli 2025 21:00 (UTC+3) 20:00 (UTC+2)                                         |                            |         |             | Stadion: Henryk Reymanstadion, Krakau Toeschouwers: 12.828 Scheidsrechter: Juan Martínez Munuera Video-assistent: Valentín Pizarro Gómez AVAR: Juan Luis Pulido Santana |
| 31 juli 2025 21:00 (UTC+3) 20:00 (UTC+2)                                         |                            |         |             | Stadion: Henryk Reymanstadion, Krakau Toeschouwers: 12.828 Scheidsrechter: Juan Martínez Munuera Video-assistent: Valentín Pizarro Gómez AVAR: Juan Luis Pulido Santana |
| Bijz.: Sjachtar Donetsk won over twee wedstrijden met een totaalscore van 6 – 2. |                            |         |             | |

## Derde kwalificatieronde
De derde kwalificatieronde was verdeeld in een kampioensroute, met clubs die zich als kampioen plaatsten voor het Europees clubvoetbal, en een niet-kampioensroute, met clubs die zich op een andere manier plaatsten voor het Europees clubvoetbal. Aan de derde kwalificatieronde namen 26 clubs deel:
- 12 teams in de kampioensroute
  - 12 verliezers van de tweede kwalificatieronde in de kampioensroute van de UEFA Champions League
- 14 teams in de niet-kampioensroute
  - 8 winnaars van de tweede kwalificatieronde
  - 3 bekerwinnaars van voetbalbonden 13–15
  - 3 verliezers van de tweede kwalificatieronde in de niet-kampioensroute van de UEFA Champions League

De loting vond plaats op 21 juli 2025. De heenwedstrijden werden gespeeld op 7 augustus 2025, de terugwedstrijden op 14 augustus 2025. De verliezende clubs stroomden door naar de play-offronde van de UEFA Conference League.

### Potindeling
Op het moment van de loting waren de schuingedrukte clubs nog onbekend, omdat zij nog moesten spelen in een vorige ronde. Tijdens de loting werd daarom het hoogste coëfficiënt gebruikt tussen de clubs als de betreffende wedstrijd in de UEFA Europa League was, terwijl het laagste coëfficiënt tussen de clubs werd gebruikt als de betreffende wedstrijd in de UEFA Champions League was en dus de verliezer doorging.
| Geplaatst (kampioenen) | Geplaatst (kampioenen) |
| Team                   | Coëff.                 |
| ---------------------- | ---------------------- |
| HNK Rijeka             | 12.000                 |
| Maccabi Tel Aviv FC    | 11.125                 |
| FK RFS                 | 11.000                 |
| HŠK Zrinjski Mostar    | 10.000                 |
| Lincoln Red Imps FC    | 10.000                 |
| KF Drita               | 09.000                 |

| Ongeplaatst (kampioenen) | Ongeplaatst (kampioenen) |
| Team                     | Coëff.                   |
| ------------------------ | ------------------------ |
| Breiðablik Kópavogur     | 9.000                    |
| FCSB                     | 7.500                    |
| Ħamrun Spartans          | 6.000                    |
| Kuopion Palloseura       | 5.500                    |
| FC Noah                  | 5.000                    |
| Shelbourne FC            | 2.993                    |

| Legendakleuren in de tabel                                                           |
| Winnaars, gaan door naar de play-offronde                                            |
| Uitgeschakeld, gaan naar de play-offronde van de UEFA Conference League (kampioenen) |

| Geplaatst (niet-kampioenen) | Geplaatst (niet-kampioenen) |
| Team                        | Coëff.                      |
| --------------------------- | --------------------------- |
| FK Sjachtar Donetsk         | 52.000                      |
| SC Braga                    | 46.000                      |
| PAOK Saloniki               | 42.250                      |
| FC Midtjylland              | 32.750                      |
| Legia Warschau              | 31.000                      |
| BK Häcken                   | 28.250                      |
| FC Utrecht                  | 20.000                      |

| Ongeplaatst (niet-kampioenen) | Ongeplaatst (niet-kampioenen) |
| Team                          | Coëff.                        |
| ----------------------------- | ----------------------------- |
| CFR Cluj                      | 19.250                        |
| Panathinaikos FC              | 16.000                        |
| AEK Larnaca                   | 14.000                        |
| Servette FC Genève            | 11.500                        |
| Wolfsberger AC                | 09.500                        |
| Fredrikstad FK                | 07.937                        |
| SK Brann                      | 07.937                        |

| Legendakleuren in de tabel                                                                |
| Winnaars, gaan door naar de play-offronde                                                 |
| Uitgeschakeld, gaan naar de play-offronde van de UEFA Conference League (niet-kampioenen) |

### Voorloting
Op het moment van de loting waren de schuingedrukte clubs nog onbekend, omdat zij nog moesten spelen in een vorige ronde.
| Groep 1 (kampioenen) | Groep 1 (kampioenen) |
| Geplaatst            | Ongeplaatst          |
| -------------------- | -------------------- |
| HNK Rijeka           | Kuopion Palloseura   |
| FK RFS               | FC Noah              |
| Lincoln Red Imps FC  | Shelbourne FC        |

| Groep 2 (niet-kampioenen) | Groep 2 (niet-kampioenen) |
| Geplaatst                 | Ongeplaatst               |
| ------------------------- | ------------------------- |
| Maccabi Tel Aviv FC       | Breiðablik Kópavogur      |
| HŠK Zrinjski Mostar       | FCSB                      |
| KF Drita                  | Ħamrun Spartans           |

| Groep 1 (niet-kampioenen) | Groep 1 (niet-kampioenen) |
| Geplaatst                 | Ongeplaatst               |
| ------------------------- | ------------------------- |
| SC Braga                  | CFR Cluj                  |
| PAOK Saloniki             | AEK Larnaca               |
| FC Midtjylland            | Wolfsberger AC            |
| Legia Warschau            | Fredrikstad FK            |

| Groep 2 (kampioenen) | Groep 2 (kampioenen) |
| Geplaatst            | Ongeplaatst          |
| -------------------- | -------------------- |
| FK Sjachtar Donetsk  | Panathinaikos FC     |
| BK Häcken            | Servette FC Genève   |
| FC Utrecht           | SK Brann             |

### Overzicht
Alle onderstaande uitslagen staan in het perspectief van team 1.
| Team 1              | Tot.             | Team 2               | 1e wedstr.     | 2e wedstr.     |
| Kampioensroute      | Kampioensroute   | Kampioensroute       | Kampioensroute | Kampioensroute |
| ------------------- | ---------------- | -------------------- | -------------- | -------------- |
| Lincoln Red Imps FC | 1 – 1 (6–5 pen.) | FC Noah              | 1 – 1          | 0 – 0 n.v.     |
| HNK Rijeka          | 4 – 3            | Shelbourne FC        | 1 – 2          | 3 – 1          |
| FK RFS              | 1 – 3            | KuPS                 | 1 – 2          | 0 – 1          |
| Ħamrun Spartans     | 2 – 5            | Maccabi Tel Aviv FC  | 1 – 2          | 1 – 3          |
| HŠK Zrinjski Mostar | 3 – 2            | Breiðablik Kópavogur | 1 – 1          | 2 – 1          |
| FCSB                | 6 – 3            | KF Drita             | 3 – 2          | 3 – 1          |
| Niet-kampioensroute |                  |                      |                |                |
| AEK Larnaca         | 5 – 3            | Legia Warschau       | 4 – 1          | 1 – 2          |
| Fredrikstad FK      | 1 – 5            | FC Midtjylland       | 1 – 3          | 0 – 2          |
| CFR Cluj            | 1 – 4            | SC Braga             | 1 – 2          | 0 – 2          |
| PAOK Saloniki       | 1 – 0            | Wolfsberger AC       | 0 – 0          | 1 – 0 n.v.     |
| Servette FC Genève  | 2 – 5            | FC Utrecht           | 1 – 3          | 1 – 2          |
| BK Häcken           | 1 – 2            | SK Brann             | 0 – 2          | 1 – 0          |
| Panathinaikos FC    | 0 – 0 (4–3 pen.) | FK Sjachtar Donetsk  | 0 – 0          | 0 – 0 n.v.     |

### Wedstrijden

#### Kampioensroute
|                               |                             |         |          | |
| 7 augustus 2025 18:00 (UTC+2) | Lincoln Red Imps FC         | 1 – 1   | FC Noah  | Stadion: Europa Point Stadium, Gibraltar Toeschouwers: 728 Scheidsrechter: Filip Glova Video-assistent: Martin Dohál AVAR: Erik Gemzicky |
| 7 augustus 2025 18:00 (UTC+2) | De Barr 45+9' (pen.), 45+9' | Verslag | 9' Eteki | Stadion: Europa Point Stadium, Gibraltar Toeschouwers: 728 Scheidsrechter: Filip Glova Video-assistent: Martin Dohál AVAR: Erik Gemzicky |
| 7 augustus 2025 18:00 (UTC+2) |                             |         |          | Stadion: Europa Point Stadium, Gibraltar Toeschouwers: 728 Scheidsrechter: Filip Glova Video-assistent: Martin Dohál AVAR: Erik Gemzicky |
| 7 augustus 2025 18:00 (UTC+2) |                             |         |          | Stadion: Europa Point Stadium, Gibraltar Toeschouwers: 728 Scheidsrechter: Filip Glova Video-assistent: Martin Dohál AVAR: Erik Gemzicky |
|                               |                             |         |          | |

| |                                                                            |                         |                                                 | |
| 14 augustus 2025 20:00 (UTC+4) 18:00 (UTC+2)                                                                                    | FC Noah                                                                    | 0 – 0 (n.v.) 5 – 6 pen. | Lincoln Red Imps FC                             | Stadion: Stadsstadion Abovyan, Abovyan Toeschouwers: 3.100 Scheidsrechter: Sebastian Gishamer Video-assistent: Manuel Schüttengruber AVAR: Sara Telek |
| 14 augustus 2025 20:00 (UTC+4) 18:00 (UTC+2)                                                                                    | Verslag                                                                    |                         |                                                 | Stadion: Stadsstadion Abovyan, Abovyan Toeschouwers: 3.100 Scheidsrechter: Sebastian Gishamer Video-assistent: Manuel Schüttengruber AVAR: Sara Telek |
| 14 augustus 2025 20:00 (UTC+4) 18:00 (UTC+2)                                                                                    | Strafschoppen                                                              |                         |                                                 | Stadion: Stadsstadion Abovyan, Abovyan Toeschouwers: 3.100 Scheidsrechter: Sebastian Gishamer Video-assistent: Manuel Schüttengruber AVAR: Sara Telek |
| 14 augustus 2025 20:00 (UTC+4) 18:00 (UTC+2)                                                                                    | Mulahusejnović Manvelyan Muradian Jakoliš Hambardzumyan Thórarinsson Eteki |                         | Nano De Barr Arguez Gómez Rutjens Clinton Lopes | Stadion: Stadsstadion Abovyan, Abovyan Toeschouwers: 3.100 Scheidsrechter: Sebastian Gishamer Video-assistent: Manuel Schüttengruber AVAR: Sara Telek |
| Bijz.: Lincoln Red Imps speelde over twee wedstrijden gelijk met een totaalscore van 1 – 1, maar won de penaltyserie met 6 – 5. |                                                                            |                         |                                                 | |

|                               |                     |         |                     | |
| 6 augustus 2025 20:45 (UTC+2) | HNK Rijeka          | 1 – 2   | Shelbourne FC       | Stadion: Stadion Rujevica, Rijeka Toeschouwers: 6.495 Scheidsrechter: Ricardo de Burgos Bengoetxea Video-assistent: Valentín Gómez AVAR: Javier Iglesias Villanueva |
| 6 augustus 2025 20:45 (UTC+2) | Janković 56' (pen.) | Verslag | 58' Bone 70' Martin | Stadion: Stadion Rujevica, Rijeka Toeschouwers: 6.495 Scheidsrechter: Ricardo de Burgos Bengoetxea Video-assistent: Valentín Gómez AVAR: Javier Iglesias Villanueva |
| 6 augustus 2025 20:45 (UTC+2) |                     |         |                     | Stadion: Stadion Rujevica, Rijeka Toeschouwers: 6.495 Scheidsrechter: Ricardo de Burgos Bengoetxea Video-assistent: Valentín Gómez AVAR: Javier Iglesias Villanueva |
| 6 augustus 2025 20:45 (UTC+2) |                     |         |                     | Stadion: Stadion Rujevica, Rijeka Toeschouwers: 6.495 Scheidsrechter: Ricardo de Burgos Bengoetxea Video-assistent: Valentín Gómez AVAR: Javier Iglesias Villanueva |
|                               |                     |         |                     | |

|                                                                            |                    |         |                              | |
| 12 augustus 2025 19:45 (UTC+1) 20:45 (UTC+2)                               | Shelbourne FC      | 1 – 3   | HNK Rijeka                   | Stadion: Tolka Park, Dublin Toeschouwers: 3.655 Scheidsrechter: Andris Treimanis Video-assistent: Kristaps Ratnieks AVAR: Vitālijs Spasjoņņikovs |
| 12 augustus 2025 19:45 (UTC+1) 20:45 (UTC+2)                               | Odubeko 86' (pen.) | Verslag | 33' Fruk 73' Dantas 90' Oreč | Stadion: Tolka Park, Dublin Toeschouwers: 3.655 Scheidsrechter: Andris Treimanis Video-assistent: Kristaps Ratnieks AVAR: Vitālijs Spasjoņņikovs |
| 12 augustus 2025 19:45 (UTC+1) 20:45 (UTC+2)                               |                    |         |                              | Stadion: Tolka Park, Dublin Toeschouwers: 3.655 Scheidsrechter: Andris Treimanis Video-assistent: Kristaps Ratnieks AVAR: Vitālijs Spasjoņņikovs |
| 12 augustus 2025 19:45 (UTC+1) 20:45 (UTC+2)                               |                    |         |                              | Stadion: Tolka Park, Dublin Toeschouwers: 3.655 Scheidsrechter: Andris Treimanis Video-assistent: Kristaps Ratnieks AVAR: Vitālijs Spasjoņņikovs |
| Bijz.: HNK Rijeka won over twee wedstrijden met een totaalscore van 4 – 3. |                    |         |                              | |

|                                             |              |         |                       | |
| 6 augustus 2025 20:00 (UTC+3) 19:00 (UTC+2) | FK RFS       | 1 – 2   | Kuopion Palloseura    | Stadion: LNK Sporta Parks, Riga Toeschouwers: 1.584 Scheidsrechter: Aliyar Ağayev Video-assistent: Michael Salisbury AVAR: Ingilab Mammadev |
| 6 augustus 2025 20:00 (UTC+3) 19:00 (UTC+2) | Diedhiou 61' | Verslag | 14' Oksanen 24' Toure | Stadion: LNK Sporta Parks, Riga Toeschouwers: 1.584 Scheidsrechter: Aliyar Ağayev Video-assistent: Michael Salisbury AVAR: Ingilab Mammadev |
| 6 augustus 2025 20:00 (UTC+3) 19:00 (UTC+2) |              |         |                       | Stadion: LNK Sporta Parks, Riga Toeschouwers: 1.584 Scheidsrechter: Aliyar Ağayev Video-assistent: Michael Salisbury AVAR: Ingilab Mammadev |
| 6 augustus 2025 20:00 (UTC+3) 19:00 (UTC+2) |              |         |                       | Stadion: LNK Sporta Parks, Riga Toeschouwers: 1.584 Scheidsrechter: Aliyar Ağayev Video-assistent: Michael Salisbury AVAR: Ingilab Mammadev |
|                                             |              |         |                       | |

|                                                                      |                    |         |        | |
| 14 augustus 2025 18:00 (UTC+3) 17:00 (UTC+2)                         | Kuopion Palloseura | 1 – 0   | FK RFS | Stadion: Kuopiostadion, Kuopio Toeschouwers: 3.022 Scheidsrechter: Balázs Berke Video-assistent: Tamás Bognár AVAR: Ferenc Karakó |
| 14 augustus 2025 18:00 (UTC+3) 17:00 (UTC+2)                         | Pennanen 49'       | Verslag |        | Stadion: Kuopiostadion, Kuopio Toeschouwers: 3.022 Scheidsrechter: Balázs Berke Video-assistent: Tamás Bognár AVAR: Ferenc Karakó |
| 14 augustus 2025 18:00 (UTC+3) 17:00 (UTC+2)                         |                    |         |        | Stadion: Kuopiostadion, Kuopio Toeschouwers: 3.022 Scheidsrechter: Balázs Berke Video-assistent: Tamás Bognár AVAR: Ferenc Karakó |
| 14 augustus 2025 18:00 (UTC+3) 17:00 (UTC+2)                         |                    |         |        | Stadion: Kuopiostadion, Kuopio Toeschouwers: 3.022 Scheidsrechter: Balázs Berke Video-assistent: Tamás Bognár AVAR: Ferenc Karakó |
| Bijz.: KuPS won over twee wedstrijden met een totaalscore van 3 – 1. |                    |         |        | |

|                               |                  |         |                         | |
| 5 augustus 2025 19:00 (UTC+2) | Ħamrun Spartans  | 1 – 2   | Maccabi Tel Aviv FC     | Stadion: Ta' Qalistadion, Ta' Qali Toeschouwers: 1.097 Scheidsrechter: Kristo Tohver Video-assistent: Alan Kijas AVAR: Josef Spurny |
| 5 augustus 2025 19:00 (UTC+2) | Koffi 71' (pen.) | Verslag | 79' Revivo 90+6' Madmon | Stadion: Ta' Qalistadion, Ta' Qali Toeschouwers: 1.097 Scheidsrechter: Kristo Tohver Video-assistent: Alan Kijas AVAR: Josef Spurny |
| 5 augustus 2025 19:00 (UTC+2) |                  |         |                         | Stadion: Ta' Qalistadion, Ta' Qali Toeschouwers: 1.097 Scheidsrechter: Kristo Tohver Video-assistent: Alan Kijas AVAR: Josef Spurny |
| 5 augustus 2025 19:00 (UTC+2) |                  |         |                         | Stadion: Ta' Qalistadion, Ta' Qali Toeschouwers: 1.097 Scheidsrechter: Kristo Tohver Video-assistent: Alan Kijas AVAR: Josef Spurny |
|                               |                  |         |                         | |

|                                                                                  |                              |         |                              | |
| 14 augustus 2025 20:00 (UTC+2)                                                   | Maccabi Tel Aviv FC          | 3 – 1   | Ħamrun Spartans              | Stadion: TSC Arena, Bačka Topola Toeschouwers: 145 Scheidsrechter: Rohit Saggi Video-assistent: Tom Harald Hagen AVAR: Kristoffer Hagenes |
| 14 augustus 2025 20:00 (UTC+2)                                                   | Shahar 37', 45+2' Davida 69' | Verslag | 28' (pen.) Emerson 43' Mbong | Stadion: TSC Arena, Bačka Topola Toeschouwers: 145 Scheidsrechter: Rohit Saggi Video-assistent: Tom Harald Hagen AVAR: Kristoffer Hagenes |
| 14 augustus 2025 20:00 (UTC+2)                                                   |                              |         |                              | Stadion: TSC Arena, Bačka Topola Toeschouwers: 145 Scheidsrechter: Rohit Saggi Video-assistent: Tom Harald Hagen AVAR: Kristoffer Hagenes |
| 14 augustus 2025 20:00 (UTC+2)                                                   |                              |         |                              | Stadion: TSC Arena, Bačka Topola Toeschouwers: 145 Scheidsrechter: Rohit Saggi Video-assistent: Tom Harald Hagen AVAR: Kristoffer Hagenes |
| Bijz.: Maccabi Tel Aviv won over twee wedstrijden met een totaalscore van 5 – 2. |                              |         |                              | |

|                               |                     |         |                      | |
| 7 augustus 2025 20:00 (UTC+2) | HŠK Zrinjski Mostar | 1 – 1   | Breiðablik Kópavogur | Stadion: Stadion pod Bijelim Brijegom, Mostar Toeschouwers: 5.600 Scheidsrechter: Enea Jorgji Video-assistent: Stuart Attwell AVAR: Albert Doda |
| 7 augustus 2025 20:00 (UTC+2) | Bilbija 72' (pen.)  | Verslag | 18' (pen.) Thomsen   | Stadion: Stadion pod Bijelim Brijegom, Mostar Toeschouwers: 5.600 Scheidsrechter: Enea Jorgji Video-assistent: Stuart Attwell AVAR: Albert Doda |
| 7 augustus 2025 20:00 (UTC+2) |                     |         |                      | Stadion: Stadion pod Bijelim Brijegom, Mostar Toeschouwers: 5.600 Scheidsrechter: Enea Jorgji Video-assistent: Stuart Attwell AVAR: Albert Doda |
| 7 augustus 2025 20:00 (UTC+2) |                     |         |                      | Stadion: Stadion pod Bijelim Brijegom, Mostar Toeschouwers: 5.600 Scheidsrechter: Enea Jorgji Video-assistent: Stuart Attwell AVAR: Albert Doda |
|                               |                     |         |                      | |

|                                                                                 |                                               |         |                                   | |
| 14 augustus 2025 17:30 (UTC+0) 19:30 (UTC+2)                                    | Breiðablik Kópavogur                          | 1 – 2   | HŠK Zrinjski Mostar               | Stadion: Kópavogsvöllur, Kópavogur Toeschouwers: 1.252 Scheidsrechter: Anastasios Papapetrou Video-assistent: Athanasios Tzilos AVAR: Spyridon Zampalas |
| 14 augustus 2025 17:30 (UTC+0) 19:30 (UTC+2)                                    | Gunnlaugsson 61' (pen.) A. Jónsson 79', 90+2' | Verslag | 7' Bilbija 47' (e.d.) Valgeirsson | Stadion: Kópavogsvöllur, Kópavogur Toeschouwers: 1.252 Scheidsrechter: Anastasios Papapetrou Video-assistent: Athanasios Tzilos AVAR: Spyridon Zampalas |
| 14 augustus 2025 17:30 (UTC+0) 19:30 (UTC+2)                                    |                                               |         |                                   | Stadion: Kópavogsvöllur, Kópavogur Toeschouwers: 1.252 Scheidsrechter: Anastasios Papapetrou Video-assistent: Athanasios Tzilos AVAR: Spyridon Zampalas |
| 14 augustus 2025 17:30 (UTC+0) 19:30 (UTC+2)                                    |                                               |         |                                   | Stadion: Kópavogsvöllur, Kópavogur Toeschouwers: 1.252 Scheidsrechter: Anastasios Papapetrou Video-assistent: Athanasios Tzilos AVAR: Spyridon Zampalas |
| Bijz.: Zrinjski Mostar won over twee wedstrijden met een totaalscore van 3 – 2. |                                               |         |                                   | |

|                                             |                                        |         |                    | |
| 7 augustus 2025 21:30 (UTC+3) 20:30 (UTC+2) | FCSB                                   | 3 – 2   | KF Drita           | Stadion: Arena Națională, Boekarest Toeschouwers: 13.825 Scheidsrechter: Damian Sylwestrzak Video-assistent: Tomasz Kwiatkowski AVAR: Kornel Paszkiewicz |
| 7 augustus 2025 21:30 (UTC+3) 20:30 (UTC+2) | Bîrligea 64', 90+4' (pen.) Graovac 72' | Verslag | 7' Tusha 50' Manaj | Stadion: Arena Națională, Boekarest Toeschouwers: 13.825 Scheidsrechter: Damian Sylwestrzak Video-assistent: Tomasz Kwiatkowski AVAR: Kornel Paszkiewicz |
| 7 augustus 2025 21:30 (UTC+3) 20:30 (UTC+2) |                                        |         |                    | Stadion: Arena Națională, Boekarest Toeschouwers: 13.825 Scheidsrechter: Damian Sylwestrzak Video-assistent: Tomasz Kwiatkowski AVAR: Kornel Paszkiewicz |
| 7 augustus 2025 21:30 (UTC+3) 20:30 (UTC+2) |                                        |         |                    | Stadion: Arena Națională, Boekarest Toeschouwers: 13.825 Scheidsrechter: Damian Sylwestrzak Video-assistent: Tomasz Kwiatkowski AVAR: Kornel Paszkiewicz |
|                                             |                                        |         |                    | |

|                                                                      |                     |         |                                      | |
| 14 augustus 2025 20:00 (UTC+2)                                       | KF Drita            | 1 – 3   | FCSB                                 | Stadion: Fadil Vokrristadion, Pristina Toeschouwers: 6.530 Scheidsrechter: Giorgi Kroeasjvili Video-assistent: Bram Van Driessche AVAR: Bakur Ninua |
| 14 augustus 2025 20:00 (UTC+2)                                       | Tusha 52' Broja 68' | Verslag | 1' Cisotti 18' Miculescu 85' Politic | Stadion: Fadil Vokrristadion, Pristina Toeschouwers: 6.530 Scheidsrechter: Giorgi Kroeasjvili Video-assistent: Bram Van Driessche AVAR: Bakur Ninua |
| 14 augustus 2025 20:00 (UTC+2)                                       |                     |         |                                      | Stadion: Fadil Vokrristadion, Pristina Toeschouwers: 6.530 Scheidsrechter: Giorgi Kroeasjvili Video-assistent: Bram Van Driessche AVAR: Bakur Ninua |
| 14 augustus 2025 20:00 (UTC+2)                                       |                     |         |                                      | Stadion: Fadil Vokrristadion, Pristina Toeschouwers: 6.530 Scheidsrechter: Giorgi Kroeasjvili Video-assistent: Bram Van Driessche AVAR: Bakur Ninua |
| Bijz.: FCSB won over twee wedstrijden met een totaalscore van 6 – 3. |                     |         |                                      | |

#### Niet-kampioensroute
|                                             |                                                      |         |                               | |
| 7 augustus 2025 19:30 (UTC+3) 18:30 (UTC+2) | AEK Larnaca                                          | 4 – 1   | Legia Warschau                | Stadion: AEK Arena, Larnaca Toeschouwers: 4.102 Scheidsrechter: Horațiu Feșnic Video-assistent: Ovidiu Haţegan AVAR: Cristina Trandafir |
| 7 augustus 2025 19:30 (UTC+3) 18:30 (UTC+2) | Pons 16' Angielski 48' Chacón 78' Rajovic 85' (e.d.) | Verslag | 18' Nsame 89', 90+8' Kapustka | Stadion: AEK Arena, Larnaca Toeschouwers: 4.102 Scheidsrechter: Horațiu Feșnic Video-assistent: Ovidiu Haţegan AVAR: Cristina Trandafir |
| 7 augustus 2025 19:30 (UTC+3) 18:30 (UTC+2) |                                                      |         |                               | Stadion: AEK Arena, Larnaca Toeschouwers: 4.102 Scheidsrechter: Horațiu Feșnic Video-assistent: Ovidiu Haţegan AVAR: Cristina Trandafir |
| 7 augustus 2025 19:30 (UTC+3) 18:30 (UTC+2) |                                                      |         |                               | Stadion: AEK Arena, Larnaca Toeschouwers: 4.102 Scheidsrechter: Horațiu Feșnic Video-assistent: Ovidiu Haţegan AVAR: Cristina Trandafir |
|                                             |                                                      |         |                               | |

|                                                                             |                       |         |                             | |
| 14 augustus 2025 21:00 (UTC+2)                                              | Legia Warschau        | 2 – 1   | AEK Larnaca                 | Stadion: Stadion Wojska Polskiego, Warschau Toeschouwers: 23.673 Scheidsrechter: Nicholas Walsh Video-assistent: Andrew Dallas AVAR: Greg Aitken |
| 14 augustus 2025 21:00 (UTC+2)                                              | Nsame 11' Rajovic 16' | Verslag | 52' Ivanović 63', 72' Gnali | Stadion: Stadion Wojska Polskiego, Warschau Toeschouwers: 23.673 Scheidsrechter: Nicholas Walsh Video-assistent: Andrew Dallas AVAR: Greg Aitken |
| 14 augustus 2025 21:00 (UTC+2)                                              |                       |         |                             | Stadion: Stadion Wojska Polskiego, Warschau Toeschouwers: 23.673 Scheidsrechter: Nicholas Walsh Video-assistent: Andrew Dallas AVAR: Greg Aitken |
| 14 augustus 2025 21:00 (UTC+2)                                              |                       |         |                             | Stadion: Stadion Wojska Polskiego, Warschau Toeschouwers: 23.673 Scheidsrechter: Nicholas Walsh Video-assistent: Andrew Dallas AVAR: Greg Aitken |
| Bijz.: AEK Larnaca won over twee wedstrijden met een totaalscore van 5 – 3. |                       |         |                             | |

|                               |                |         |                                  | |
| 7 augustus 2025 18:00 (UTC+2) | Fredrikstad FK | 1 – 3   | FC Midtjylland                   | Stadion: Fredrikstadstadion, Fredrikstad Toeschouwers: 8.779 Scheidsrechter: Igor Pajač Video-assistent: Ivan Bebek AVAR: Fran Jović |
| 7 augustus 2025 18:00 (UTC+2) | Bjartalíð 77'  | Verslag | 14' Djú 32' Gogorza 79' Castillo | Stadion: Fredrikstadstadion, Fredrikstad Toeschouwers: 8.779 Scheidsrechter: Igor Pajač Video-assistent: Ivan Bebek AVAR: Fran Jović |
| 7 augustus 2025 18:00 (UTC+2) |                |         |                                  | Stadion: Fredrikstadstadion, Fredrikstad Toeschouwers: 8.779 Scheidsrechter: Igor Pajač Video-assistent: Ivan Bebek AVAR: Fran Jović |
| 7 augustus 2025 18:00 (UTC+2) |                |         |                                  | Stadion: Fredrikstadstadion, Fredrikstad Toeschouwers: 8.779 Scheidsrechter: Igor Pajač Video-assistent: Ivan Bebek AVAR: Fran Jović |
|                               |                |         |                                  | |

|                                                                                |                      |         |                | |
| 14 augustus 2025 18:00 (UTC+2)                                                 | FC Midtjylland       | 2 – 0   | Fredrikstad FK | Stadion: MCH Arena, Herning Toeschouwers: 8.464 Scheidsrechter: Julian Weinberger Video-assistent: Alan Kijas AVAR: Josef Spurny |
| 14 augustus 2025 18:00 (UTC+2)                                                 | Bech 9' Paulinho 17' | Verslag |                | Stadion: MCH Arena, Herning Toeschouwers: 8.464 Scheidsrechter: Julian Weinberger Video-assistent: Alan Kijas AVAR: Josef Spurny |
| 14 augustus 2025 18:00 (UTC+2)                                                 |                      |         |                | Stadion: MCH Arena, Herning Toeschouwers: 8.464 Scheidsrechter: Julian Weinberger Video-assistent: Alan Kijas AVAR: Josef Spurny |
| 14 augustus 2025 18:00 (UTC+2)                                                 |                      |         |                | Stadion: MCH Arena, Herning Toeschouwers: 8.464 Scheidsrechter: Julian Weinberger Video-assistent: Alan Kijas AVAR: Josef Spurny |
| Bijz.: FC Midtjylland won over twee wedstrijden met een totaalscore van 5 – 1. |                      |         |                | |

|                                             |            |         |                | |
| 7 augustus 2025 20:30 (UTC+3) 19:30 (UTC+2) | CFR Cluj   | 1 – 2   | SC Braga       | Stadion: Dr.-Constantin-Rădulescustadion, Cluj-Napoca Toeschouwers: 10.383 Scheidsrechter: Elçin Məsiyev Video-assistent: César Soto Grado AVAR: Alejandro Muñiz Ruiz |
| 7 augustus 2025 20:30 (UTC+3) 19:30 (UTC+2) | Sinyan 30' | Verslag | 17', 50' Gorby | Stadion: Dr.-Constantin-Rădulescustadion, Cluj-Napoca Toeschouwers: 10.383 Scheidsrechter: Elçin Məsiyev Video-assistent: César Soto Grado AVAR: Alejandro Muñiz Ruiz |
| 7 augustus 2025 20:30 (UTC+3) 19:30 (UTC+2) |            |         |                | Stadion: Dr.-Constantin-Rădulescustadion, Cluj-Napoca Toeschouwers: 10.383 Scheidsrechter: Elçin Məsiyev Video-assistent: César Soto Grado AVAR: Alejandro Muñiz Ruiz |
| 7 augustus 2025 20:30 (UTC+3) 19:30 (UTC+2) |            |         |                | Stadion: Dr.-Constantin-Rădulescustadion, Cluj-Napoca Toeschouwers: 10.383 Scheidsrechter: Elçin Məsiyev Video-assistent: César Soto Grado AVAR: Alejandro Muñiz Ruiz |
|                                             |            |         |                | |

|                                                                          |                           |         |          | |
| 14 augustus 2025 19:30 (UTC+1) 20:30 (UTC+2)                             | SC Braga                  | 2 – 0   | CFR Cluj | Stadion: Estádio Municipal de Braga, Braga Toeschouwers: 16.168 Scheidsrechter: Sascha Stegemann Video-assistent: Sören Storks AVAR: Patrick Hanslbauer |
| 14 augustus 2025 19:30 (UTC+1) 20:30 (UTC+2)                             | Zalazar 19' (pen.), 45+5' | Verslag |          | Stadion: Estádio Municipal de Braga, Braga Toeschouwers: 16.168 Scheidsrechter: Sascha Stegemann Video-assistent: Sören Storks AVAR: Patrick Hanslbauer |
| 14 augustus 2025 19:30 (UTC+1) 20:30 (UTC+2)                             |                           |         |          | Stadion: Estádio Municipal de Braga, Braga Toeschouwers: 16.168 Scheidsrechter: Sascha Stegemann Video-assistent: Sören Storks AVAR: Patrick Hanslbauer |
| 14 augustus 2025 19:30 (UTC+1) 20:30 (UTC+2)                             |                           |         |          | Stadion: Estádio Municipal de Braga, Braga Toeschouwers: 16.168 Scheidsrechter: Sascha Stegemann Video-assistent: Sören Storks AVAR: Patrick Hanslbauer |
| Bijz.: SC Braga won over twee wedstrijden met een totaalscore van 4 – 1. |                           |         |          | |

|                                             |               |       |                | |
| 7 augustus 2025 20:30 (UTC+3) 19:30 (UTC+2) | PAOK Saloniki | 0 – 0 | Wolfsberger AC | Stadion: Toumbastadion, Thessaloniki Toeschouwers: 21.340 Scheidsrechter: Morten Krogh Video-assistent: Jonas Hansen AVAR: Sandi Putros |
| 7 augustus 2025 20:30 (UTC+3) 19:30 (UTC+2) | Verslag       |       |                | Stadion: Toumbastadion, Thessaloniki Toeschouwers: 21.340 Scheidsrechter: Morten Krogh Video-assistent: Jonas Hansen AVAR: Sandi Putros |
| 7 augustus 2025 20:30 (UTC+3) 19:30 (UTC+2) |               |       |                | Stadion: Toumbastadion, Thessaloniki Toeschouwers: 21.340 Scheidsrechter: Morten Krogh Video-assistent: Jonas Hansen AVAR: Sandi Putros |
| 7 augustus 2025 20:30 (UTC+3) 19:30 (UTC+2) |               |       |                | Stadion: Toumbastadion, Thessaloniki Toeschouwers: 21.340 Scheidsrechter: Morten Krogh Video-assistent: Jonas Hansen AVAR: Sandi Putros |
|                                             |               |       |                | |

|                                                                               |                |              |               | |
| 14 augustus 2025 19:00 (UTC+2)                                                | Wolfsberger AC | 0 – 1 (n.v.) | PAOK Saloniki | Stadion: Wörtherseestadion, Klagenfurt Toeschouwers: 6.720 Scheidsrechter: Orel Grinfeeld Video-assistent: Daniel Bar Natan AVAR: Eli Hacmon |
| 14 augustus 2025 19:00 (UTC+2)                                                |                | Verslag      | 115' Camara   | Stadion: Wörtherseestadion, Klagenfurt Toeschouwers: 6.720 Scheidsrechter: Orel Grinfeeld Video-assistent: Daniel Bar Natan AVAR: Eli Hacmon |
| 14 augustus 2025 19:00 (UTC+2)                                                |                |              |               | Stadion: Wörtherseestadion, Klagenfurt Toeschouwers: 6.720 Scheidsrechter: Orel Grinfeeld Video-assistent: Daniel Bar Natan AVAR: Eli Hacmon |
| 14 augustus 2025 19:00 (UTC+2)                                                |                |              |               | Stadion: Wörtherseestadion, Klagenfurt Toeschouwers: 6.720 Scheidsrechter: Orel Grinfeeld Video-assistent: Daniel Bar Natan AVAR: Eli Hacmon |
| Bijz.: PAOK Saloniki won over twee wedstrijden met een totaalscore van 1 – 0. |                |              |               | |

|                               |                    |         |                                           | |
| 7 augustus 2025 20:30 (UTC+0) | Servette FC Genève | 1 – 3   | FC Utrecht                                | Stadion: Stade de Genève, Genève Toeschouwers: 11.744 Scheidsrechter: Harm Osmers Video-assistent: Sören Storks AVAR: Benjamin Cortus |
| 7 augustus 2025 20:30 (UTC+0) | Guillemenot 12'    | Verslag | 52' (e.d.) Baron 55' Horemans 62' Zechiël | Stadion: Stade de Genève, Genève Toeschouwers: 11.744 Scheidsrechter: Harm Osmers Video-assistent: Sören Storks AVAR: Benjamin Cortus |
| 7 augustus 2025 20:30 (UTC+0) |                    |         |                                           | Stadion: Stade de Genève, Genève Toeschouwers: 11.744 Scheidsrechter: Harm Osmers Video-assistent: Sören Storks AVAR: Benjamin Cortus |
| 7 augustus 2025 20:30 (UTC+0) |                    |         |                                           | Stadion: Stade de Genève, Genève Toeschouwers: 11.744 Scheidsrechter: Harm Osmers Video-assistent: Sören Storks AVAR: Benjamin Cortus |
|                               |                    |         |                                           | |

|                                                                            |                 |         |                    | |
| 14 augustus 2025 20:00 (UTC+2)                                             | FC Utrecht      | 2 – 1   | Servette FC Genève | Stadion: Stadion Galgenwaard, Utrecht Toeschouwers: 21.800 Scheidsrechter: John Brooks Video-assistent: Michael Salisbury AVAR: Matthew Donohue |
| 14 augustus 2025 20:00 (UTC+2)                                             | Jensen 57', 74' | Verslag | 80' (pen.) Jallow  | Stadion: Stadion Galgenwaard, Utrecht Toeschouwers: 21.800 Scheidsrechter: John Brooks Video-assistent: Michael Salisbury AVAR: Matthew Donohue |
| 14 augustus 2025 20:00 (UTC+2)                                             |                 |         |                    | Stadion: Stadion Galgenwaard, Utrecht Toeschouwers: 21.800 Scheidsrechter: John Brooks Video-assistent: Michael Salisbury AVAR: Matthew Donohue |
| 14 augustus 2025 20:00 (UTC+2)                                             |                 |         |                    | Stadion: Stadion Galgenwaard, Utrecht Toeschouwers: 21.800 Scheidsrechter: John Brooks Video-assistent: Michael Salisbury AVAR: Matthew Donohue |
| Bijz.: FC Utrecht won over twee wedstrijden met een totaalscore van 5 – 2. |                 |         |                    | |

|                               |           |         |                                           | |
| 7 augustus 2025 19:00 (UTC+2) | BK Häcken | 0 – 2   | SK Brann                                  | Stadion: Bravida Arena, Göteborg Toeschouwers: 4.516 Scheidsrechter: Georgi Kabakov Video-assistent: Dragomir Draganov AVAR: Vasimir El-Hatib |
| 7 augustus 2025 19:00 (UTC+2) |           | Verslag | 16' (pen.) Soltvedt 28', 57' S. Magnússon | Stadion: Bravida Arena, Göteborg Toeschouwers: 4.516 Scheidsrechter: Georgi Kabakov Video-assistent: Dragomir Draganov AVAR: Vasimir El-Hatib |
| 7 augustus 2025 19:00 (UTC+2) |           |         |                                           | Stadion: Bravida Arena, Göteborg Toeschouwers: 4.516 Scheidsrechter: Georgi Kabakov Video-assistent: Dragomir Draganov AVAR: Vasimir El-Hatib |
| 7 augustus 2025 19:00 (UTC+2) |           |         |                                           | Stadion: Bravida Arena, Göteborg Toeschouwers: 4.516 Scheidsrechter: Georgi Kabakov Video-assistent: Dragomir Draganov AVAR: Vasimir El-Hatib |
|                               |           |         |                                           | |

|                                                                          |                     |         |                     | |
| 14 augustus 2025 19:00 (UTC+2)                                           | SK Brann            | 0 – 1   | BK Häcken           | Stadion: Brann Stadion, Bergen Toeschouwers: 14.750 Scheidsrechter: Marian Barbu Video-assistent: Cătălin Popa AVAR: Adrian Costreie |
| 14 augustus 2025 19:00 (UTC+2)                                           | Castro 90+4' (pen.) | Verslag | 38' (e.d.) De Roeve | Stadion: Brann Stadion, Bergen Toeschouwers: 14.750 Scheidsrechter: Marian Barbu Video-assistent: Cătălin Popa AVAR: Adrian Costreie |
| 14 augustus 2025 19:00 (UTC+2)                                           |                     |         |                     | Stadion: Brann Stadion, Bergen Toeschouwers: 14.750 Scheidsrechter: Marian Barbu Video-assistent: Cătălin Popa AVAR: Adrian Costreie |
| 14 augustus 2025 19:00 (UTC+2)                                           |                     |         |                     | Stadion: Brann Stadion, Bergen Toeschouwers: 14.750 Scheidsrechter: Marian Barbu Video-assistent: Cătălin Popa AVAR: Adrian Costreie |
| Bijz.: SK Brann won over twee wedstrijden met een totaalscore van 2 – 1. |                     |         |                     | |

|                                             |                  |       |                     | |
| 7 augustus 2025 21:00 (UTC+3) 20:00 (UTC+2) | Panathinaikos FC | 0 – 0 | FK Sjachtar Donetsk | Stadion: Olympisch Stadion Spyridon Louis, Amarousio Toeschouwers: 20.636 Scheidsrechter: Erik Lambrechts Video-assistent: Clay Ruperti AVAR: Bert Put |
| 7 augustus 2025 21:00 (UTC+3) 20:00 (UTC+2) | Verslag          |       |                     | Stadion: Olympisch Stadion Spyridon Louis, Amarousio Toeschouwers: 20.636 Scheidsrechter: Erik Lambrechts Video-assistent: Clay Ruperti AVAR: Bert Put |
| 7 augustus 2025 21:00 (UTC+3) 20:00 (UTC+2) |                  |       |                     | Stadion: Olympisch Stadion Spyridon Louis, Amarousio Toeschouwers: 20.636 Scheidsrechter: Erik Lambrechts Video-assistent: Clay Ruperti AVAR: Bert Put |
| 7 augustus 2025 21:00 (UTC+3) 20:00 (UTC+2) |                  |       |                     | Stadion: Olympisch Stadion Spyridon Louis, Amarousio Toeschouwers: 20.636 Scheidsrechter: Erik Lambrechts Video-assistent: Clay Ruperti AVAR: Bert Put |
|                                             |                  |       |                     | |

| |                                                                |                         |                                                        | |
| 14 augustus 2025 21:00 (UTC+3) 20:00 (UTC+2)                                                                                    | FK Sjachtar Donetsk                                            | 0 – 0 (n.v.) 3 – 4 pen. | Panathinaikos FC                                       | Stadion: Henryk Reymanstadion, Krakau Toeschouwers: 13.387 Scheidsrechter: Daniel Siebert Video-assistent: Christian Dingert AVAR: Johann Pfeifer |
| 14 augustus 2025 21:00 (UTC+3) 20:00 (UTC+2)                                                                                    | Ocheretko 48', 82'                                             | Verslag                 |                                                        | Stadion: Henryk Reymanstadion, Krakau Toeschouwers: 13.387 Scheidsrechter: Daniel Siebert Video-assistent: Christian Dingert AVAR: Johann Pfeifer |
| 14 augustus 2025 21:00 (UTC+3) 20:00 (UTC+2)                                                                                    | Strafschoppen                                                  |                         |                                                        | Stadion: Henryk Reymanstadion, Krakau Toeschouwers: 13.387 Scheidsrechter: Daniel Siebert Video-assistent: Christian Dingert AVAR: Johann Pfeifer |
| 14 augustus 2025 21:00 (UTC+3) 20:00 (UTC+2)                                                                                    | Nazaryna Tobías Bondarenko Newertton Kauã Elias Pedro Henrique |                         | Ioannidis Jeremejeff Siopis Chirivella Zaroury Mancini | Stadion: Henryk Reymanstadion, Krakau Toeschouwers: 13.387 Scheidsrechter: Daniel Siebert Video-assistent: Christian Dingert AVAR: Johann Pfeifer |
| Bijz.: Panathinaikos FC speelde over twee wedstrijden gelijk met een totaalscore van 0 – 0, maar won de penaltyserie met 4 – 3. |                                                                |                         |                                                        | |

## Play-offronde
Aan de play-offronde nemen 24 clubs deel:
- 13 winnaars van de derde kwalificatieronde
- 5 bekerwinnaars van voetbalbonden 8–12
- 6 verliezers van de derde kwalificatieronde in de kampioensroute van de UEFA Champions League

De loting vond plaats op 4 augustus 2025. De heenwedstrijden worden gespeeld op 21 augustus 2025, de terugwedstrijden op 28 augustus 2025. De verliezende clubs stromen door naar het hoofdtoernooi van de UEFA Conference League.

### Potindeling
Op het moment van de loting waren de schuingedrukte clubs nog onbekend, omdat zij nog moesten spelen in een vorige ronde. Tijdens de loting werd daarom het hoogste coëfficiënt gebruikt tussen de clubs als de betreffende wedstrijd in de UEFA Europa League was, terwijl het laagste coëfficiënt tussen de clubs werd gebruikt als de betreffende wedstrijd in de UEFA Champions League was en dus de verliezer doorging.
| Geplaatst           | Geplaatst |
| Team                | Coëff.    |
| ------------------- | --------- |
| Panathinaikos FC    | 52.000    |
| SC Braga            | 46.000    |
| PAOK Saloniki       | 42.250    |
| Maccabi Tel Aviv FC | 37.500    |
| BSC Young Boys      | 34.500    |
| FC Midtjylland      | 32.750    |
| AEK Larnaca         | 31.000    |
| PFK Loedogorets     | 24.000    |
| FCSB                | 22.500    |
| Lech Poznań         | 19.000    |
| Malmö FF            | 14.500    |
| FC Utrecht          | 13.430    |

| Ongeplaatst         | Ongeplaatst |
| Team                | Coëff.      |
| ------------------- | ----------- |
| HNK Rijeka          | 12.000      |
| KRC Genk            | 11.370      |
| FC Dynamo Kiev      | 11.125      |
| Kuopion Palloseura  | 11.000      |
| HŠK Zrinjski Mostar | 10.000      |
| Lincoln Red Imps FC | 10.000      |
| Aberdeen FC         | 09.500      |
| Samsunspor          | 08.780      |
| SK Sigma Olomouc    | 08.820      |
| SK Brann            | 07.937      |
| KF Shkëndija        | 07.500      |
| Slovan Bratislava   | 05.500      |

### Voorloting
Op het moment van de loting waren de schuingedrukte clubs nog onbekend, omdat zij nog moesten spelen in de vorige ronde.
| Groep 1             | Groep 1           |
| Geplaatst           | Ongeplaatst       |
| ------------------- | ----------------- |
| Maccabi Tel Aviv FC | FC Dynamo Kiev    |
| BSC Young Boys      | SK Sigma Olomouc  |
| PFK Loedogorets     | KF Shkëndija      |
| Malmö FF            | Slovan Bratislava |

| Groep 2          | Groep 2            |
| Geplaatst        | Ongeplaatst        |
| ---------------- | ------------------ |
| Panathinaikos FC | KRC Genk           |
| FC Midtjylland   | Kuopion Palloseura |
| FCSB             | Aberdeen FC        |
| Lech Poznań      | Samsunspor         |

| Groep 3       | Groep 3             |
| Geplaatst     | Ongeplaatst         |
| ------------- | ------------------- |
| SC Braga      | HNK Rijeka          |
| PAOK Saloniki | HŠK Zrinjski Mostar |
| AEK Larnaca   | Lincoln Red Imps FC |
| FC Utrecht    | SK Brann            |

### Overzicht
| Team 1              | Tot. | Team 2             | 1e wedstr. | 2e wedstr. |
| ------------------- | ---- | ------------------ | ---------- | ---------- |
| Maccabi Tel Aviv FC | 1    | FC Dynamo Kiev     | 21 aug     | 28 aug     |
| KF Shkëndija        | 2    | PFK Loedogorets    | 21 aug     | 28 aug     |
| Slovan Bratislava   | 3    | BSC Young Boys     | 21 aug     | 28 aug     |
| Malmö FF            | 4    | SK Sigma Olomouc   | 21 aug     | 28 aug     |
| Panathinaikos FC    | 5    | Samsunspor         | 21 aug     | 28 aug     |
| Aberdeen FC         | 6    | FCSB               | 21 aug     | 28 aug     |
| Lech Poznań         | 7    | KRC Genk           | 21 aug     | 28 aug     |
| FC Midtjylland      | 8    | Kuopion Palloseura | 21 aug     | 28 aug     |
| Lincoln Red Imps FC | 9    | SC Braga           | 21 aug     | 28 aug     |
| HŠK Zrinjski Mostar | 10   | FC Utrecht         | 21 aug     | 28 aug     |
| SK Brann            | 11   | AEK Larnaca        | 21 aug     | 27 aug     |
| HNK Rijeka          | 12   | PAOK Saloniki      | 21 aug     | 28 aug     |

### Wedstrijden
|                                |                     |   |                | |
| 21 augustus 2025 20:00 (UTC+2) | Maccabi Tel Aviv FC | v | FC Dynamo Kiev | Stadion: TSC Arena, Bačka Topola Scheidsrechter: Giorgi Kroeasjvili Video-assistent: César Soto Grado AVAR: Bakur Ninua |
| 21 augustus 2025 20:00 (UTC+2) | Verslag             |   |                | Stadion: TSC Arena, Bačka Topola Scheidsrechter: Giorgi Kroeasjvili Video-assistent: César Soto Grado AVAR: Bakur Ninua |
| 21 augustus 2025 20:00 (UTC+2) |                     |   |                | Stadion: TSC Arena, Bačka Topola Scheidsrechter: Giorgi Kroeasjvili Video-assistent: César Soto Grado AVAR: Bakur Ninua |
| 21 augustus 2025 20:00 (UTC+2) |                     |   |                | Stadion: TSC Arena, Bačka Topola Scheidsrechter: Giorgi Kroeasjvili Video-assistent: César Soto Grado AVAR: Bakur Ninua |
|                                |                     |   |                | |

|                                |                |   |                     | |
| 28 augustus 2025 20:00 (UTC+2) | FC Dynamo Kiev | v | Maccabi Tel Aviv FC | Stadion: Arena Lublin, Lublin Scheidsrechter: Nikola Dabanović Video-assistent: Benjamin Brand AVAR: Patrick Hanslbauer |
| 28 augustus 2025 20:00 (UTC+2) | Verslag        |   |                     | Stadion: Arena Lublin, Lublin Scheidsrechter: Nikola Dabanović Video-assistent: Benjamin Brand AVAR: Patrick Hanslbauer |
| 28 augustus 2025 20:00 (UTC+2) |                |   |                     | Stadion: Arena Lublin, Lublin Scheidsrechter: Nikola Dabanović Video-assistent: Benjamin Brand AVAR: Patrick Hanslbauer |
| 28 augustus 2025 20:00 (UTC+2) |                |   |                     | Stadion: Arena Lublin, Lublin Scheidsrechter: Nikola Dabanović Video-assistent: Benjamin Brand AVAR: Patrick Hanslbauer |
|                                |                |   |                     | |

|                                |              |   |                 | |
| 21 augustus 2025 20:00 (UTC+2) | KF Shkëndija | v | PFK Loedogorets | Toeschouwers: Toše Proeskiarena, Skopje Scheidsrechter: Chris Kavanagh Video-assistent: Michael Salisbury AVAR: Matthew Donohue |
| 21 augustus 2025 20:00 (UTC+2) | Verslag      |   |                 | Toeschouwers: Toše Proeskiarena, Skopje Scheidsrechter: Chris Kavanagh Video-assistent: Michael Salisbury AVAR: Matthew Donohue |
| 21 augustus 2025 20:00 (UTC+2) |              |   |                 | Toeschouwers: Toše Proeskiarena, Skopje Scheidsrechter: Chris Kavanagh Video-assistent: Michael Salisbury AVAR: Matthew Donohue |
| 21 augustus 2025 20:00 (UTC+2) |              |   |                 | Toeschouwers: Toše Proeskiarena, Skopje Scheidsrechter: Chris Kavanagh Video-assistent: Michael Salisbury AVAR: Matthew Donohue |
|                                |              |   |                 | |

|                                              |                 |   |              | |
| 28 augustus 2025 20:30 (UTC+3) 19:30 (UTC+2) | PFK Loedogorets | v | KF Shkëndija | Stadion: Huvepharma Arena, Razgrad Scheidsrechter: Urs Schnyder Video-assistent: Lukas Fähndrich AVAR: Mirel Turkes |
| 28 augustus 2025 20:30 (UTC+3) 19:30 (UTC+2) | Verslag         |   |              | Stadion: Huvepharma Arena, Razgrad Scheidsrechter: Urs Schnyder Video-assistent: Lukas Fähndrich AVAR: Mirel Turkes |
| 28 augustus 2025 20:30 (UTC+3) 19:30 (UTC+2) |                 |   |              | Stadion: Huvepharma Arena, Razgrad Scheidsrechter: Urs Schnyder Video-assistent: Lukas Fähndrich AVAR: Mirel Turkes |
| 28 augustus 2025 20:30 (UTC+3) 19:30 (UTC+2) |                 |   |              | Stadion: Huvepharma Arena, Razgrad Scheidsrechter: Urs Schnyder Video-assistent: Lukas Fähndrich AVAR: Mirel Turkes |
|                                              |                 |   |              | |

|                                |                   |   |                | |
| 21 augustus 2025 20:15 (UTC+2) | Slovan Bratislava | v | BSC Young Boys | Stadion: Národný futbalový štadión, Bratislava Scheidsrechter: Sascha Stegemann Video-assistent: Benjamin Brand AVAR: Benjamin Cortus |
| 21 augustus 2025 20:15 (UTC+2) | Verslag           |   |                | Stadion: Národný futbalový štadión, Bratislava Scheidsrechter: Sascha Stegemann Video-assistent: Benjamin Brand AVAR: Benjamin Cortus |
| 21 augustus 2025 20:15 (UTC+2) |                   |   |                | Stadion: Národný futbalový štadión, Bratislava Scheidsrechter: Sascha Stegemann Video-assistent: Benjamin Brand AVAR: Benjamin Cortus |
| 21 augustus 2025 20:15 (UTC+2) |                   |   |                | Stadion: Národný futbalový štadión, Bratislava Scheidsrechter: Sascha Stegemann Video-assistent: Benjamin Brand AVAR: Benjamin Cortus |
|                                |                   |   |                | |

|                                |                |   |                   | |
| 28 augustus 2025 20:00 (UTC+2) | BSC Young Boys | v | Slovan Bratislava | Stadion: Stade de Suisse, Bern Scheidsrechter: Rade Obrenovič Video-assistent: Asmir Sagrković AVAR: Denis Šabanagić |
| 28 augustus 2025 20:00 (UTC+2) | Verslag        |   |                   | Stadion: Stade de Suisse, Bern Scheidsrechter: Rade Obrenovič Video-assistent: Asmir Sagrković AVAR: Denis Šabanagić |
| 28 augustus 2025 20:00 (UTC+2) |                |   |                   | Stadion: Stade de Suisse, Bern Scheidsrechter: Rade Obrenovič Video-assistent: Asmir Sagrković AVAR: Denis Šabanagić |
| 28 augustus 2025 20:00 (UTC+2) |                |   |                   | Stadion: Stade de Suisse, Bern Scheidsrechter: Rade Obrenovič Video-assistent: Asmir Sagrković AVAR: Denis Šabanagić |
|                                |                |   |                   | |

|                                |          |   |                  | |
| 21 augustus 2025 19:00 (UTC+2) | Malmö FF | v | SK Sigma Olomouc | Stadion: Eleda Stadion, Malmö Scheidsrechter: Tobias Stieler Video-assistent: Pascal Müller AVAR: Patrick Hanslbauer |
| 21 augustus 2025 19:00 (UTC+2) | Verslag  |   |                  | Stadion: Eleda Stadion, Malmö Scheidsrechter: Tobias Stieler Video-assistent: Pascal Müller AVAR: Patrick Hanslbauer |
| 21 augustus 2025 19:00 (UTC+2) |          |   |                  | Stadion: Eleda Stadion, Malmö Scheidsrechter: Tobias Stieler Video-assistent: Pascal Müller AVAR: Patrick Hanslbauer |
| 21 augustus 2025 19:00 (UTC+2) |          |   |                  | Stadion: Eleda Stadion, Malmö Scheidsrechter: Tobias Stieler Video-assistent: Pascal Müller AVAR: Patrick Hanslbauer |
|                                |          |   |                  | |

|                                |                  |   |          | |
| 28 augustus 2025 18:30 (UTC+2) | SK Sigma Olomouc | v | Malmö FF | Stadion: Andrův stadion, Olomouc Scheidsrechter: Radu Petrescu Video-assistent: Sebastian Colțescu AVAR: Cristina Trandafir |
| 28 augustus 2025 18:30 (UTC+2) | Verslag          |   |          | Stadion: Andrův stadion, Olomouc Scheidsrechter: Radu Petrescu Video-assistent: Sebastian Colțescu AVAR: Cristina Trandafir |
| 28 augustus 2025 18:30 (UTC+2) |                  |   |          | Stadion: Andrův stadion, Olomouc Scheidsrechter: Radu Petrescu Video-assistent: Sebastian Colțescu AVAR: Cristina Trandafir |
| 28 augustus 2025 18:30 (UTC+2) |                  |   |          | Stadion: Andrův stadion, Olomouc Scheidsrechter: Radu Petrescu Video-assistent: Sebastian Colțescu AVAR: Cristina Trandafir |
|                                |                  |   |          | |

|                                              |                  |   |            | |
| 21 augustus 2025 21:00 (UTC+3) 20:00 (UTC+2) | Panathinaikos FC | v | Samsunspor | Stadion: Olympisch Stadion Spyridon Louis, Amarousio Scheidsrechter: Juan Martínez Munuera Video-assistent: Guillermo Cuadra Fernández AVAR: Javier Iglesias Villanueva |
| 21 augustus 2025 21:00 (UTC+3) 20:00 (UTC+2) | Verslag          |   |            | Stadion: Olympisch Stadion Spyridon Louis, Amarousio Scheidsrechter: Juan Martínez Munuera Video-assistent: Guillermo Cuadra Fernández AVAR: Javier Iglesias Villanueva |
| 21 augustus 2025 21:00 (UTC+3) 20:00 (UTC+2) |                  |   |            | Stadion: Olympisch Stadion Spyridon Louis, Amarousio Scheidsrechter: Juan Martínez Munuera Video-assistent: Guillermo Cuadra Fernández AVAR: Javier Iglesias Villanueva |
| 21 augustus 2025 21:00 (UTC+3) 20:00 (UTC+2) |                  |   |            | Stadion: Olympisch Stadion Spyridon Louis, Amarousio Scheidsrechter: Juan Martínez Munuera Video-assistent: Guillermo Cuadra Fernández AVAR: Javier Iglesias Villanueva |
|                                              |                  |   |            | |

|                                              |            |   |                  | |
| 28 augustus 2025 20:00 (UTC+3) 19:00 (UTC+2) | Samsunspor | v | Panathinaikos FC | Stadion: Samsun 19 mei-stadion, Samsun Scheidsrechter: Irfan Peljto Video-assistent: Pol van Boekel AVAR: Robin Hensgens |
| 28 augustus 2025 20:00 (UTC+3) 19:00 (UTC+2) | Verslag    |   |                  | Stadion: Samsun 19 mei-stadion, Samsun Scheidsrechter: Irfan Peljto Video-assistent: Pol van Boekel AVAR: Robin Hensgens |
| 28 augustus 2025 20:00 (UTC+3) 19:00 (UTC+2) |            |   |                  | Stadion: Samsun 19 mei-stadion, Samsun Scheidsrechter: Irfan Peljto Video-assistent: Pol van Boekel AVAR: Robin Hensgens |
| 28 augustus 2025 20:00 (UTC+3) 19:00 (UTC+2) |            |   |                  | Stadion: Samsun 19 mei-stadion, Samsun Scheidsrechter: Irfan Peljto Video-assistent: Pol van Boekel AVAR: Robin Hensgens |
|                                              |            |   |                  | |

|                                              |             |   |      | |
| 21 augustus 2025 19:45 (UTC+1) 20:45 (UTC+2) | Aberdeen FC | v | FCSB | Stadion: Pittodrie Stadium, Aberdeen Scheidsrechter: Serdar Gözübüyük Video-assistent: Pol van Boekel AVAR: Robin Hensgens |
| 21 augustus 2025 19:45 (UTC+1) 20:45 (UTC+2) | Verslag     |   |      | Stadion: Pittodrie Stadium, Aberdeen Scheidsrechter: Serdar Gözübüyük Video-assistent: Pol van Boekel AVAR: Robin Hensgens |
| 21 augustus 2025 19:45 (UTC+1) 20:45 (UTC+2) |             |   |      | Stadion: Pittodrie Stadium, Aberdeen Scheidsrechter: Serdar Gözübüyük Video-assistent: Pol van Boekel AVAR: Robin Hensgens |
| 21 augustus 2025 19:45 (UTC+1) 20:45 (UTC+2) |             |   |      | Stadion: Pittodrie Stadium, Aberdeen Scheidsrechter: Serdar Gözübüyük Video-assistent: Pol van Boekel AVAR: Robin Hensgens |
|                                              |             |   |      | |

|                                              |         |   |             | |
| 28 augustus 2025 21:30 (UTC+1) 22:30 (UTC+2) | FCSB    | v | Aberdeen FC | Stadion: Arena Națională, Boekarest Scheidsrechter: Espen Eskås Video-assistent: Tiago Martins AVAR: Kristoffer Hagenes |
| 28 augustus 2025 21:30 (UTC+1) 22:30 (UTC+2) | Verslag |   |             | Stadion: Arena Națională, Boekarest Scheidsrechter: Espen Eskås Video-assistent: Tiago Martins AVAR: Kristoffer Hagenes |
| 28 augustus 2025 21:30 (UTC+1) 22:30 (UTC+2) |         |   |             | Stadion: Arena Națională, Boekarest Scheidsrechter: Espen Eskås Video-assistent: Tiago Martins AVAR: Kristoffer Hagenes |
| 28 augustus 2025 21:30 (UTC+1) 22:30 (UTC+2) |         |   |             | Stadion: Arena Națională, Boekarest Scheidsrechter: Espen Eskås Video-assistent: Tiago Martins AVAR: Kristoffer Hagenes |
|                                              |         |   |             | |

|                                |             |   |          | |
| 21 augustus 2025 20:30 (UTC+2) | Lech Poznań | v | KRC Genk | Stadion: Stadion Miejski, Poznań Scheidsrechter: Donatas Rumšas Video-assistent: Marco Di Bello AVAR: Donatas Šimenas |
| 21 augustus 2025 20:30 (UTC+2) | Verslag     |   |          | Stadion: Stadion Miejski, Poznań Scheidsrechter: Donatas Rumšas Video-assistent: Marco Di Bello AVAR: Donatas Šimenas |
| 21 augustus 2025 20:30 (UTC+2) |             |   |          | Stadion: Stadion Miejski, Poznań Scheidsrechter: Donatas Rumšas Video-assistent: Marco Di Bello AVAR: Donatas Šimenas |
| 21 augustus 2025 20:30 (UTC+2) |             |   |          | Stadion: Stadion Miejski, Poznań Scheidsrechter: Donatas Rumšas Video-assistent: Marco Di Bello AVAR: Donatas Šimenas |
|                                |             |   |          | |

|                                |          |   |             | |
| 28 augustus 2025 20:00 (UTC+2) | KRC Genk | v | Lech Poznań | Stadion: Cegeka Arena, Genk Scheidsrechter: Davide Massa Video-assistent: Aleandro Di Paolo AVAR: Daniele Doveri |
| 28 augustus 2025 20:00 (UTC+2) | Verslag  |   |             | Stadion: Cegeka Arena, Genk Scheidsrechter: Davide Massa Video-assistent: Aleandro Di Paolo AVAR: Daniele Doveri |
| 28 augustus 2025 20:00 (UTC+2) |          |   |             | Stadion: Cegeka Arena, Genk Scheidsrechter: Davide Massa Video-assistent: Aleandro Di Paolo AVAR: Daniele Doveri |
| 28 augustus 2025 20:00 (UTC+2) |          |   |             | Stadion: Cegeka Arena, Genk Scheidsrechter: Davide Massa Video-assistent: Aleandro Di Paolo AVAR: Daniele Doveri |
|                                |          |   |             | |

|                                |                |   |                    | |
| 21 augustus 2025 18:30 (UTC+2) | FC Midtjylland | v | Kuopion Palloseura | Stadion: MCH Arena, Herning Scheidsrechter: Srđan Jovanović Video-assistent: Stuart Attwell AVAR: Momčilo Marković |
| 21 augustus 2025 18:30 (UTC+2) | Verslag        |   |                    | Stadion: MCH Arena, Herning Scheidsrechter: Srđan Jovanović Video-assistent: Stuart Attwell AVAR: Momčilo Marković |
| 21 augustus 2025 18:30 (UTC+2) |                |   |                    | Stadion: MCH Arena, Herning Scheidsrechter: Srđan Jovanović Video-assistent: Stuart Attwell AVAR: Momčilo Marković |
| 21 augustus 2025 18:30 (UTC+2) |                |   |                    | Stadion: MCH Arena, Herning Scheidsrechter: Srđan Jovanović Video-assistent: Stuart Attwell AVAR: Momčilo Marković |
|                                |                |   |                    | |

|                                              |                    |   |                | |
| 28 augustus 2025 18:00 (UTC+3) 17:00 (UTC+2) | Kuopion Palloseura | v | FC Midtjylland | Stadion: Kuopiostadion, Kuopio Scheidsrechter: Simone Sozza Video-assistent: Luca Pairetto AVAR: Paolo Mazzoleni |
| 28 augustus 2025 18:00 (UTC+3) 17:00 (UTC+2) | Verslag            |   |                | Stadion: Kuopiostadion, Kuopio Scheidsrechter: Simone Sozza Video-assistent: Luca Pairetto AVAR: Paolo Mazzoleni |
| 28 augustus 2025 18:00 (UTC+3) 17:00 (UTC+2) |                    |   |                | Stadion: Kuopiostadion, Kuopio Scheidsrechter: Simone Sozza Video-assistent: Luca Pairetto AVAR: Paolo Mazzoleni |
| 28 augustus 2025 18:00 (UTC+3) 17:00 (UTC+2) |                    |   |                | Stadion: Kuopiostadion, Kuopio Scheidsrechter: Simone Sozza Video-assistent: Luca Pairetto AVAR: Paolo Mazzoleni |
|                                              |                    |   |                | |

|                                              |                     |   |          | |
| 21 augustus 2025 20:00 (UTC+1) 21:00 (UTC+2) | Lincoln Red Imps FC | v | SC Braga | Stadion: Estádio Algarve, Faro/Loulé Scheidsrechter: Morten Krogh Video-assistent: Jonas Hansen AVAR: Sandi Putros |
| 21 augustus 2025 20:00 (UTC+1) 21:00 (UTC+2) | Verslag             |   |          | Stadion: Estádio Algarve, Faro/Loulé Scheidsrechter: Morten Krogh Video-assistent: Jonas Hansen AVAR: Sandi Putros |
| 21 augustus 2025 20:00 (UTC+1) 21:00 (UTC+2) |                     |   |          | Stadion: Estádio Algarve, Faro/Loulé Scheidsrechter: Morten Krogh Video-assistent: Jonas Hansen AVAR: Sandi Putros |
| 21 augustus 2025 20:00 (UTC+1) 21:00 (UTC+2) |                     |   |          | Stadion: Estádio Algarve, Faro/Loulé Scheidsrechter: Morten Krogh Video-assistent: Jonas Hansen AVAR: Sandi Putros |
|                                              |                     |   |          | |

|                                              |          |   |                     | |
| 28 augustus 2025 20:00 (UTC+1) 21:00 (UTC+2) | SC Braga | v | Lincoln Red Imps FC | Stadion: Estádio Municipal de Braga, Braga Scheidsrechter: Erik Lambrechts Video-assistent: Bram Van Driessche AVAR: Bert Put |
| 28 augustus 2025 20:00 (UTC+1) 21:00 (UTC+2) | Verslag  |   |                     | Stadion: Estádio Municipal de Braga, Braga Scheidsrechter: Erik Lambrechts Video-assistent: Bram Van Driessche AVAR: Bert Put |
| 28 augustus 2025 20:00 (UTC+1) 21:00 (UTC+2) |          |   |                     | Stadion: Estádio Municipal de Braga, Braga Scheidsrechter: Erik Lambrechts Video-assistent: Bram Van Driessche AVAR: Bert Put |
| 28 augustus 2025 20:00 (UTC+1) 21:00 (UTC+2) |          |   |                     | Stadion: Estádio Municipal de Braga, Braga Scheidsrechter: Erik Lambrechts Video-assistent: Bram Van Driessche AVAR: Bert Put |
|                                              |          |   |                     | |

|                                |                     |   |            | |
| 21 augustus 2025 20:00 (UTC+2) | HŠK Zrinjski Mostar | v | FC Utrecht | Stadion: Stadion pod Bijelim Brijegom, Mostar Scheidsrechter: Georgi Kabakov Video-assistent: Dragomir Draganov AVAR: Nikola Popov |
| 21 augustus 2025 20:00 (UTC+2) | Verslag             |   |            | Stadion: Stadion pod Bijelim Brijegom, Mostar Scheidsrechter: Georgi Kabakov Video-assistent: Dragomir Draganov AVAR: Nikola Popov |
| 21 augustus 2025 20:00 (UTC+2) |                     |   |            | Stadion: Stadion pod Bijelim Brijegom, Mostar Scheidsrechter: Georgi Kabakov Video-assistent: Dragomir Draganov AVAR: Nikola Popov |
| 21 augustus 2025 20:00 (UTC+2) |                     |   |            | Stadion: Stadion pod Bijelim Brijegom, Mostar Scheidsrechter: Georgi Kabakov Video-assistent: Dragomir Draganov AVAR: Nikola Popov |
|                                |                     |   |            | |

|                                |            |   |                     | |
| 28 augustus 2025 20:00 (UTC+2) | FC Utrecht | v | HŠK Zrinjski Mostar | Stadion: Stadion Galgenwaard, Utrecht Scheidsrechter: Benoît Bastien Video-assistent: Bastien Dechepy AVAR: Marc Bollengier |
| 28 augustus 2025 20:00 (UTC+2) | Verslag    |   |                     | Stadion: Stadion Galgenwaard, Utrecht Scheidsrechter: Benoît Bastien Video-assistent: Bastien Dechepy AVAR: Marc Bollengier |
| 28 augustus 2025 20:00 (UTC+2) |            |   |                     | Stadion: Stadion Galgenwaard, Utrecht Scheidsrechter: Benoît Bastien Video-assistent: Bastien Dechepy AVAR: Marc Bollengier |
| 28 augustus 2025 20:00 (UTC+2) |            |   |                     | Stadion: Stadion Galgenwaard, Utrecht Scheidsrechter: Benoît Bastien Video-assistent: Bastien Dechepy AVAR: Marc Bollengier |
|                                |            |   |                     | |

|                                |          |   |             | |
| 21 augustus 2025 19:00 (UTC+2) | SK Brann | v | AEK Larnaca | Stadion: Brann Stadion, Bergen Scheidsrechter: Marco Guida Video-assistent: Valerio Marini AVAR: Gianluca Aureliano |
| 21 augustus 2025 19:00 (UTC+2) | Verslag  |   |             | Stadion: Brann Stadion, Bergen Scheidsrechter: Marco Guida Video-assistent: Valerio Marini AVAR: Gianluca Aureliano |
| 21 augustus 2025 19:00 (UTC+2) |          |   |             | Stadion: Brann Stadion, Bergen Scheidsrechter: Marco Guida Video-assistent: Valerio Marini AVAR: Gianluca Aureliano |
| 21 augustus 2025 19:00 (UTC+2) |          |   |             | Stadion: Brann Stadion, Bergen Scheidsrechter: Marco Guida Video-assistent: Valerio Marini AVAR: Gianluca Aureliano |
|                                |          |   |             | |

|                                              |             |   |          | |
| 27 augustus 2025 19:30 (UTC+3) 18:30 (UTC+2) | AEK Larnaca | v | SK Brann | Stadion: AEK Arena, Larnaca Scheidsrechter: Danny Makkelie Video-assistent: Dennis Higler AVAR: Erwin Blank |
| 27 augustus 2025 19:30 (UTC+3) 18:30 (UTC+2) | Verslag     |   |          | Stadion: AEK Arena, Larnaca Scheidsrechter: Danny Makkelie Video-assistent: Dennis Higler AVAR: Erwin Blank |
| 27 augustus 2025 19:30 (UTC+3) 18:30 (UTC+2) |             |   |          | Stadion: AEK Arena, Larnaca Scheidsrechter: Danny Makkelie Video-assistent: Dennis Higler AVAR: Erwin Blank |
| 27 augustus 2025 19:30 (UTC+3) 18:30 (UTC+2) |             |   |          | Stadion: AEK Arena, Larnaca Scheidsrechter: Danny Makkelie Video-assistent: Dennis Higler AVAR: Erwin Blank |
|                                              |             |   |          | |

|                                |            |   |               | |
| 21 augustus 2025 20:45 (UTC+2) | HNK Rijeka | v | PAOK Saloniki | Stadion: Stadion Rujevica, Rijeka Scheidsrechter: Ivan Kružliak Video-assistent: Michael Fabbri AVAR: Boris Marefka |
| 21 augustus 2025 20:45 (UTC+2) | Verslag    |   |               | Stadion: Stadion Rujevica, Rijeka Scheidsrechter: Ivan Kružliak Video-assistent: Michael Fabbri AVAR: Boris Marefka |
| 21 augustus 2025 20:45 (UTC+2) |            |   |               | Stadion: Stadion Rujevica, Rijeka Scheidsrechter: Ivan Kružliak Video-assistent: Michael Fabbri AVAR: Boris Marefka |
| 21 augustus 2025 20:45 (UTC+2) |            |   |               | Stadion: Stadion Rujevica, Rijeka Scheidsrechter: Ivan Kružliak Video-assistent: Michael Fabbri AVAR: Boris Marefka |
|                                |            |   |               | |

|                                              |               |   |            | |
| 28 augustus 2025 20:30 (UTC+3) 19:30 (UTC+2) | PAOK Saloniki | v | HNK Rijeka | Stadion: Toumbastadion, Thessaloniki Scheidsrechter: José María Sánchez Martínez Video-assistent: Carlos del Cerro Grande AVAR: Javier Iglesias Villanueva |
| 28 augustus 2025 20:30 (UTC+3) 19:30 (UTC+2) | Verslag       |   |            | Stadion: Toumbastadion, Thessaloniki Scheidsrechter: José María Sánchez Martínez Video-assistent: Carlos del Cerro Grande AVAR: Javier Iglesias Villanueva |
| 28 augustus 2025 20:30 (UTC+3) 19:30 (UTC+2) |               |   |            | Stadion: Toumbastadion, Thessaloniki Scheidsrechter: José María Sánchez Martínez Video-assistent: Carlos del Cerro Grande AVAR: Javier Iglesias Villanueva |
| 28 augustus 2025 20:30 (UTC+3) 19:30 (UTC+2) |               |   |            | Stadion: Toumbastadion, Thessaloniki Scheidsrechter: José María Sánchez Martínez Video-assistent: Carlos del Cerro Grande AVAR: Javier Iglesias Villanueva |
|                                              |               |   |            | |